# Molsheim
Ne pas confondre avec Mölsheim, municipalité allemande, ni avec Melsheim, autre commune du Bas-Rhin, dans le canton de Bouxwiller.
Molsheim (prononcé [mɔls(h)ajm] ), Molse en alsacien, est une commune française située dans la circonscription administrative du Bas-Rhin et, depuis le 1er janvier 2021, dans le territoire de la Collectivité européenne d'Alsace, en région Grand Est.
Elle fait partie de la limite d'extension ouest de la grande couronne de Strasbourg.
Sous-préfecture du Bas-Rhin, elle a connu une histoire riche depuis le Moyen Âge et est dotée d'un patrimoine architectural reconnu. Propriété médiévale de l'évêque de Strasbourg, elle devient la cité refuge des ordres religieux catholiques lors de la Réforme.
La ville est connue pour accueillir le siège historique du constructeur de voitures de sport Bugatti, ainsi qu'une des principales usines des camionnettes Mercedes-Benz. Ses habitants sont appelés les Molsheimiens.

## Géographie

Représentations cartographiques de la commune
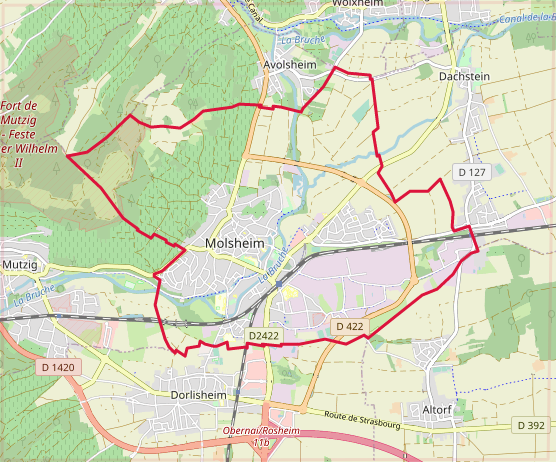
Carte OpenStreetMap.
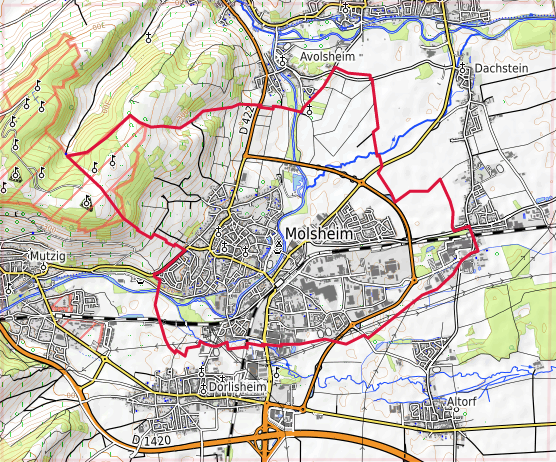
Carte topographique.

### Localisation
Molsheim est située sur la route des vins d'Alsace, à 26 kilomètres à l'ouest de Strasbourg, à 9 kilomètres au nord d'Obernai et à 30 kilomètres au sud de Saverne, au débouché de la vallée de la Bruche dans la plaine d'Alsace. Le point culminant, le Molsheimer Berg (371 mètres), offre un bon point de vue sur la plaine alsacienne.

### Communes limitrophes
Les communes limitrophes sont Altorf, Avolsheim, Dachstein, Dorlisheim, Mutzig, Soultz-les-Bains et Wolxheim.

### Géologie et relief
Hydrogéologie et climatologie : Système d’information pour la gestion de l’Aquifère rhénan, par le BRGM :
Territoire communal : Occupation du sol (Corinne Land Cover); Cours d'eau (BD Carthage),
Géologie : Carte géologique; Coupes géologiques et techniques,
 Hydrogéologie : Masses d'eau souterraine; BD Lisa; Cartes piézométriques.

### Sismicité
Commune située dans une zone 3 de sismicité modérée,.

### Hydrographie

#### Réseau hydrographique

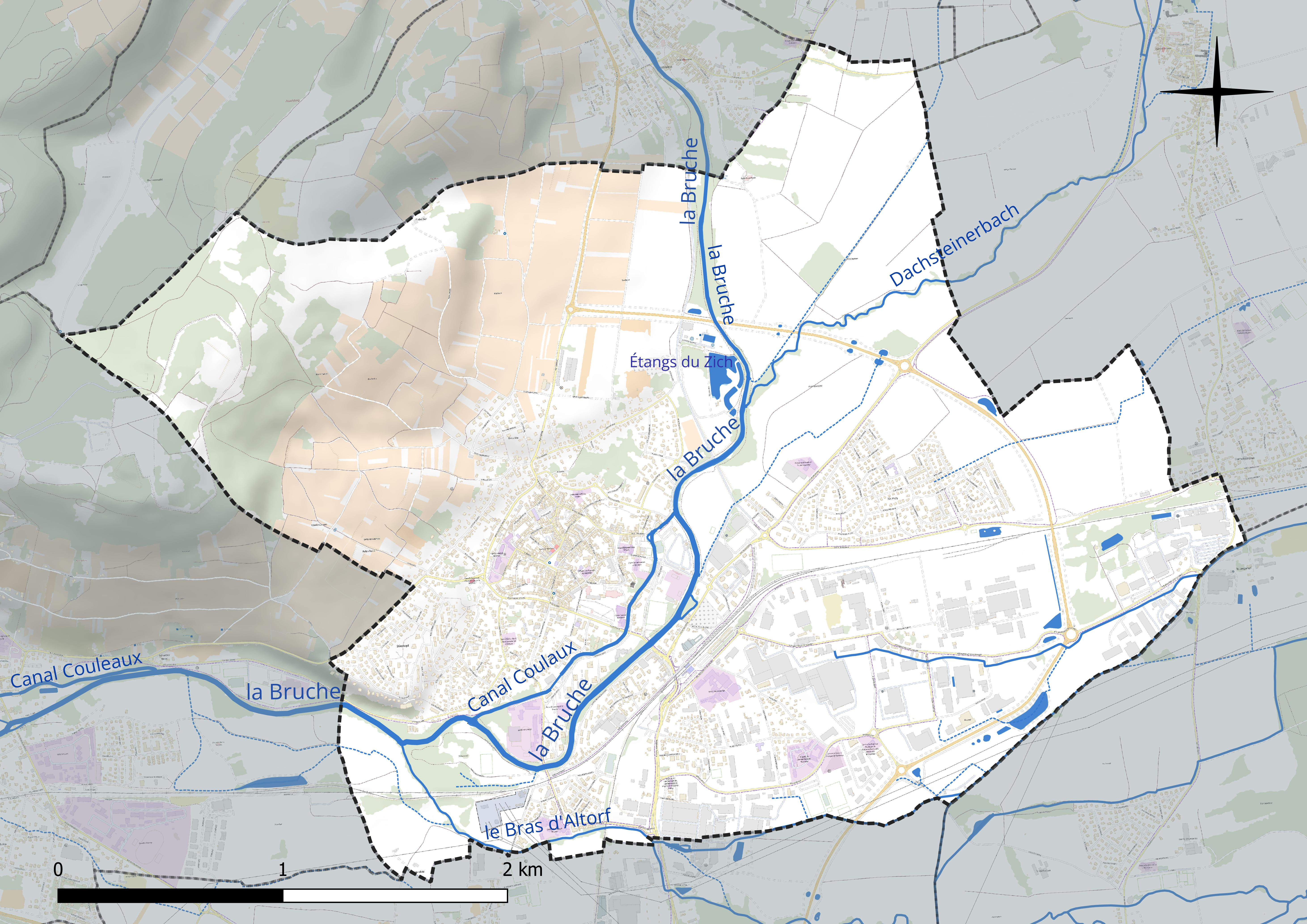
Réseau hydrographique de Molsheim.

La commune est dans le bassin versant du Rhin au sein du bassin Rhin-Meuse. Elle est drainée par la Bruche, le Bras d'Altorf et le ruisseau le Dachsteinbach,,.
La Bruche, d'une longueur de 77 km, prend sa source dans la commune de Urbeis et se jette  dans l'Ill à Strasbourg, après avoir traversé 37 communes. 
Le Bras d'Altorf, d'une longueur de 13 km, prend sa source dans la commune  et se jette  dans la Bruche à Hangenbieten, après avoir traversé huit communes. 
Un plan d'eau complète le réseau hydrographique : les étangs du Zich (1,6 ha),.

#### Gestion et qualité des eaux
Le territoire communal est couvert par le schéma d'aménagement et de gestion des eaux (SAGE) « Ill Nappe Rhin ». Ce document de planification concerne la nappe phréatique rhénane, les cours d'eau de la plaine d'Alsace et du piémont oriental du Sundgau, les canaux situés entre l'Ill et le Rhin et les zones humides de la plaine d'Alsace. Le périmètre s’étend sur 3 596 km2. Il a été approuvé le 17 janvier 2005. La structure porteuse de l'élaboration et de la mise en œuvre est la région Grand Est. 
La qualité des cours d’eau peut être consultée sur un site dédié géré par les agences de l’eau et l’Agence française pour la biodiversité.

### Climat
Pour des articles plus généraux, voir Climat du Grand Est et Climat du Bas-Rhin.
En 2010, le climat de la commune est de type climat des marges montargnardes, selon une étude du Centre national de la recherche scientifique s'appuyant sur une série de données couvrant la période 1971-2000. En 2020, Météo-France publie une typologie des climats de la France métropolitaine dans laquelle la commune est exposée à un climat semi-continental et est dans la région climatique  Vosges, caractérisée par une pluviométrie très élevée (1 500 à 2 000 mm/an) en toutes saisons et un hiver rude (moins de 1 °C). 
Pour la période 1971-2000, la température annuelle moyenne est de 10,4 °C, avec une amplitude thermique annuelle de 17,6 °C. Le cumul annuel moyen de précipitations est de 684 mm, avec 8,6 jours de précipitations en janvier et 10 jours en juillet. Pour la période 1991-2020, la température moyenne annuelle observée sur la station météorologique de Météo-France la plus proche, « Strasbourg-Entzheim », sur la commune d'Entzheim à 11 km à vol d'oiseau, est de 11,4 °C et le cumul annuel moyen de précipitations est de 635,7 mm. 
La température maximale relevée sur cette station est de 38,9 °C, atteinte le 25 juillet 2019 ; la température minimale est de −23,6 °C, atteinte le 23 janvier 1942,,. 
Les paramètres climatiques de la commune ont été estimés pour le milieu du siècle (2041-2070) selon différents scénarios d'émission de gaz à effet de serre à partir des nouvelles projections climatiques de référence DRIAS-2020. Ils sont consultables sur un site dédié publié par Météo-France en novembre 2022.

## Urbanisme

### Typologie
Au 1er janvier 2024, Molsheim est catégorisée centre urbain intermédiaire, selon la nouvelle grille communale de densité à sept niveaux définie par l'Insee en 2022.
Elle appartient à l'unité urbaine de Molsheim, une agglomération intra-départementale regroupant dix  communes, dont elle est ville-centre,,. Par ailleurs la commune fait partie de l'aire d'attraction de Strasbourg (partie française), dont elle est une commune de la couronne,. Cette aire, qui regroupe 268 communes, est catégorisée dans les aires de 700 000 habitants ou plus (hors Paris),.

### Occupation des sols

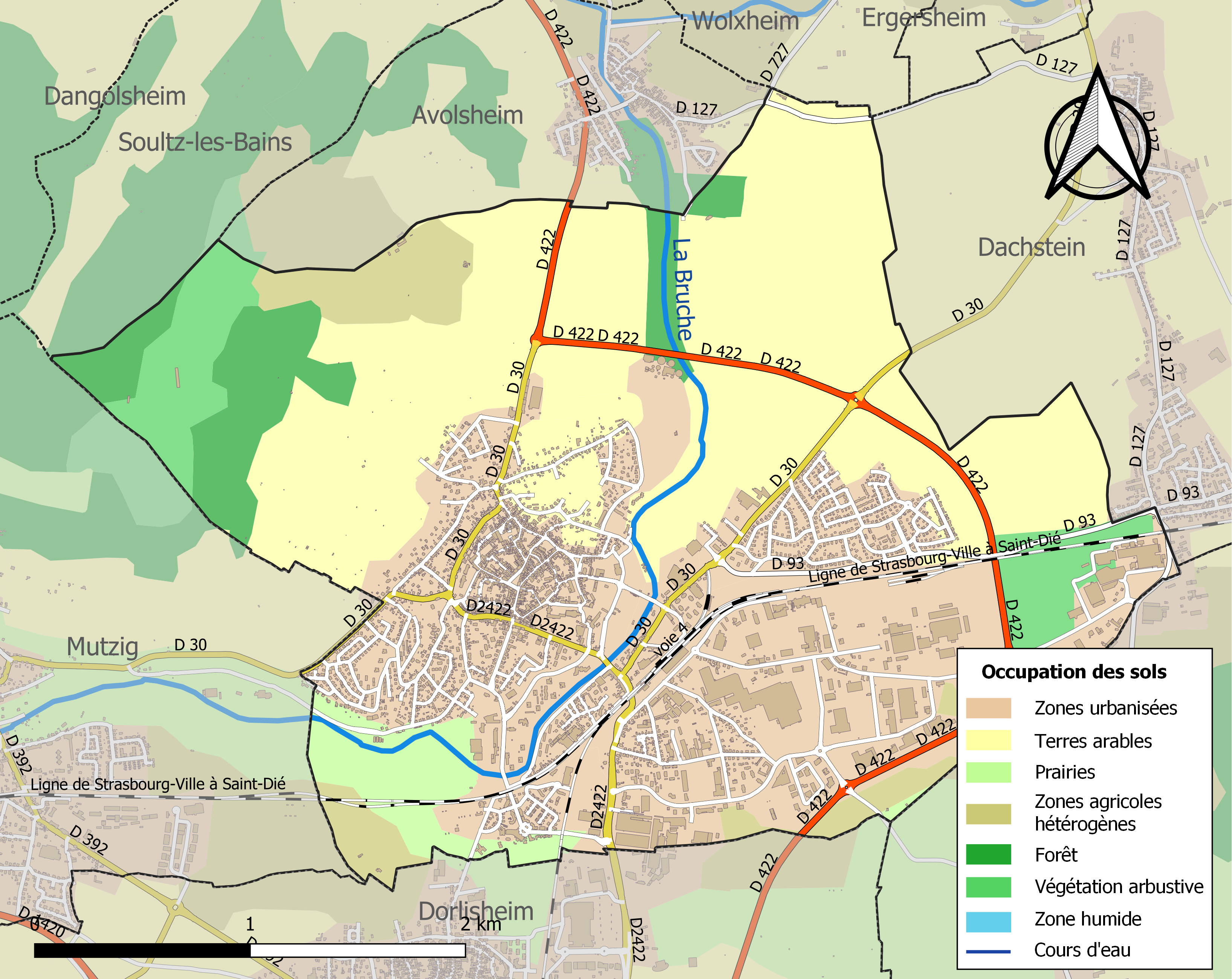
Carte des infrastructures et de l'occupation des sols de la commune en 2018 (CLC).

L'occupation des sols de la commune, telle qu'elle ressort de la base de données européenne d’occupation biophysique des sols Corine Land Cover (CLC), est marquée par l'importance des territoires agricoles (47,7 % en 2018), en diminution par rapport à 1990 (53,3 %). La répartition détaillée en 2018 est la suivante : terres arables (24,8 %), zones urbanisées (22,3 %), zones industrielles ou commerciales et réseaux de communication (18,8 %), cultures permanentes (13,6 %), forêts (5,9 %), zones agricoles hétérogènes (5,5 %), milieux à végétation arbustive et/ou herbacée (5,3 %), prairies (3,8 %). L'évolution de l’occupation des sols de la commune et de ses infrastructures peut être observée sur les différentes représentations cartographiques du territoire : la carte de Cassini (XVIIIe siècle), la carte d'état-major (1820-1866) et les cartes ou photos aériennes de l'IGN pour la période actuelle (1950 à aujourd'hui).

### Voies de communication et transports
L'accessibilité routière de Molsheim est assurée via Dorlisheim par l'autoroute A352 en provenance de Strasbourg à l'est, par la route départementale 500 à 2×2 voies vers le sud en direction d'Obernai et de Sélestat et par la route nationale 420 vers l'ouest en direction de la vallée de la Bruche vers Schirmeck et Saint-Dié. Au nord, la route départementale 422 relie la ville à Saverne. C'est aussi l'itinéraire suivi par la route des vins d'Alsace vers Marlenheim.
Véritable nœud ferroviaire, au carrefour des lignes TER Strasbourg - Saint-Dié-des-Vosges et Strasbourg - Molsheim - Sélestat, la ville était autrefois également raccordée à Saverne via Wasselonne par la voie ferrée. Cette dernière a été fermée au trafic voyageurs en 1969, puis déposée en 1993 et progressivement aménagée en voie verte jusqu'à Romanswiller.
Une autre piste cyclable transfrontalière longe le canal de la Bruche et permet de rejoindre Strasbourg à vélo (20 km depuis la sortie de Molsheim). Au-delà, après avoir croisé la Véloroute Rhin - Eurovélo 15 (EV15) et franchi le Rhin, elle gagne Offenbourg sur la route des Vins badoise. Enfin, la Véloroute du vignoble d'Alsace, partie intégrante de la future EuroVelo 5, traverse l'agglomération, la quitte par le sud pour serpenter en parallèle à la route des vins d'Alsace jusqu’à Thann et bientôt vers Rome/Brindisi via la Suisse.
En provenance de Landau in der Pfalz (Palatinat) et de Lossburg (Forêt-Noire), les chemins de Saint-Jacques-de-Compostelle transitent par Strasbourg puis Molsheim pour rejoindre plus au sud le couvent du Mont Sainte-Odile, une étape importante sur ce sentier.

#### Vélo urbain
Institué en 2017, le Baromètre des villes cyclables est une enquête bisannuelle évaluant l'indice de satisfaction des usagers en France ; sur une échelle allant de 1 à 6, il leur est demandé de noter leur sentiment de sécurité, le confort de déplacement, les aménagements cyclables (piste et bande cyclable, sas vélo, double-sens cyclable, cédez-le-passage cycliste au feu…) et les possibilités de stationnement, comme les arceaux à vélo ; d'autres éléments sont pris en compte, tels que la politique municipale de promotion du vélo comme mode de transport, la présence d'un magasin ou d'un atelier vélo solidaire et participatif, la location, le libre-service, etc. Le classement va de “A+” (excellent) à “G” (très défavorable).
En 2017, Molsheim a totalisé 87 répondants à l'enquête.
En 2019, Molsheim se positionne avec un classement “D” qui montre un ressenti moyennement favorable au vélo, pour une participation  de 107 répondants.
L'enquête 2021 a été close le 30 novembre 2021 avec 129 participants pour la ville de Molsheim. Les résultats du baromètre vélo seront connus en février 2022.

## Toponymie
Elle est attestée sous la forme Mollesheim vers 820.
Albert Dauzat et Charles Rostaing ne se prononcent pas sur l'origine du premier élément Molles-, ils l'associent simplement à Molring (Moselle, Mollering 1304) qui serait formé avec le nom de personne Moller, variante de Müller « meunier », solution possible pour Molsheim, [r] aurait été assimilé à [s].
Ernest Nègre explique ce toponyme par le nom de personne germanique Mudila (NPAG, I, 169 b) + -heim « foyer, village ».

## Histoire

### L'origine

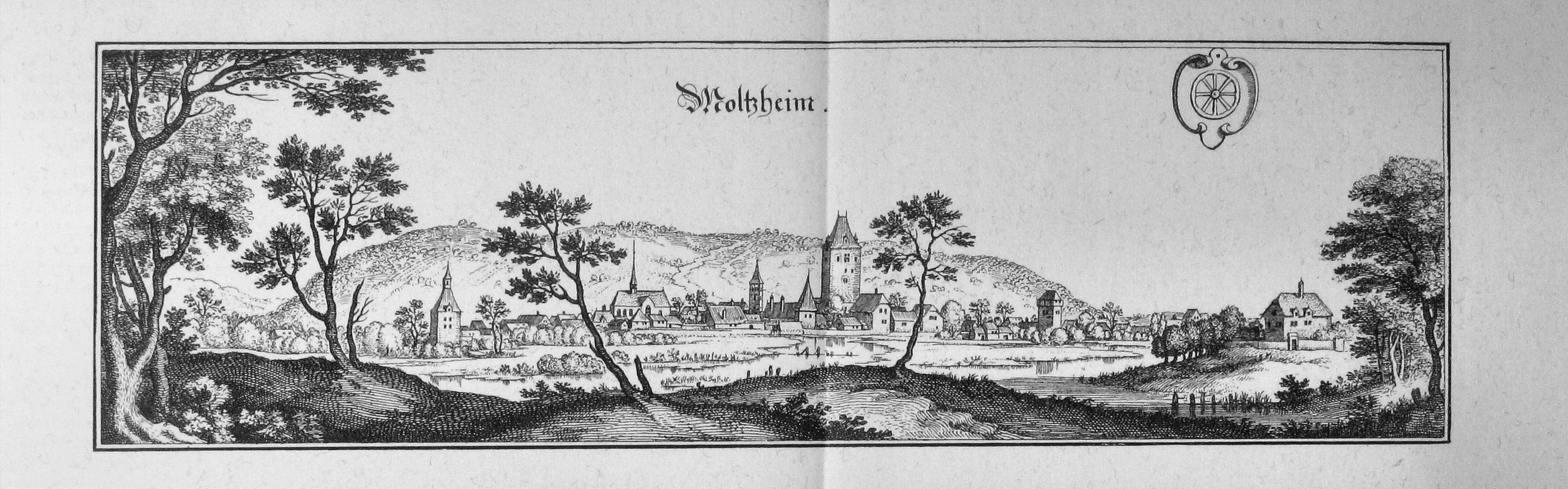
Topographia Alsatiae, Moltzheim.

Des fouilles effectuées en 1935, au nord de Molsheim, ont révélé l’existence de nombreuses tombes mérovingiennes (VIe et VIIe siècles), le long de l’ancienne voie romaine venant d’Avolsheim. La première mention de Mollesheim n’apparaît que vers 820, dans un acte de donation de vignes de l’évêque Adeloch, en faveur du chapitre de Saint-Thomas. Le sarcophage de l'évêque Adeloch se trouve en l'église Saint-Thomas de Strasbourg.

### Une possession des évêques de Strasbourg
- En 1219, l'empereur Frédéric II de Hohenstaufen accorde à la ville plusieurs droits et franchises et en 1263, la cité est déjà entourée d'un premier mur d'enceinte qui lui confère quasiment la qualité de ville dans le sens médiéval.
- Parce que les évêques de Strasbourg y possédaient des biens, il en résulta des conflits entre eux et les empereurs germaniques, querelle qui se termina en 1308, au profit de l’évêque Jean de Dirpheim.
- Ce même évêque fit agrandir le premier mur d’enceinte en 1318 et y bâtit un château. Cet évêque, mort en 1328, fut inhumé dans la chapelle de l'hôpital qu'il avait fondé, à l'emplacement duquel fut construite l'église des Jésuites, actuelle église paroissiale de Molsheim. Son tombeau, réalisé peu après sa mort, y est toujours visible.
- En 1354, l'empereur Charles IV rendra visite à l'évêque Berthold. Après les victoires de la ligue helvétique de 1386 à 1388, la féodalité, pour se dédommager de ses défaites en Suisse, porta la guerre dans d'autres pays. Le comte palatin Robert ravagea l'Alsace et Molsheim fut de nouveau incendiée en 1388.
- En 1415, l'évêque Guillaume de Dietsch y fut arrêté par le Grand Chapitre, secondé par la ville de Strasbourg, parce qu'il avait aliéné un grand nombre de domaines et revenus de l'évêché.
- En 1573, l'évêque Jean IV établit une monnaie. Dans la même année (selon d'autres en 1560), les chanoines catholiques de Strasbourg quittèrent Molsheim.

### Les magistrats de Molsheim
La magistrature se composait autrefois d'un prévôt, de quatre bourgmestres et de huit conseillers. La famille noble de Kember porta le nom de Molsheim. Pendant l'empire, Molsheim fut le siège d'une sénatorerie. Plus tard, l'évêque de Strasbourg, Lepappe de Trévern, y établit une école des hautes études ecclésiastiques qui fut ensuite transférée à Marlenheim, où elle resta jusqu'à la mort de cet évêque.

### Molsheim centre de la Contre-Réforme

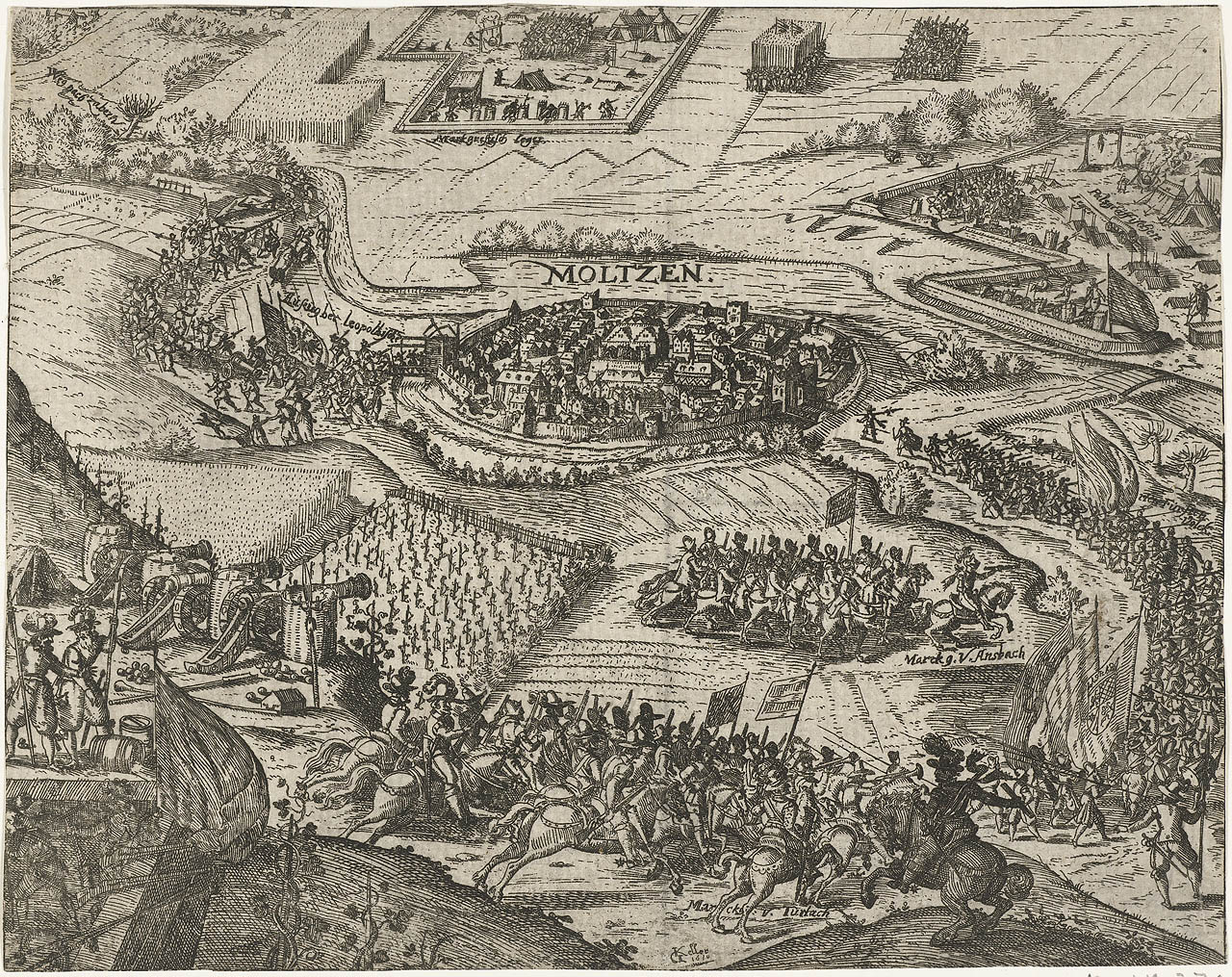
Siège de Molsheim (1610).

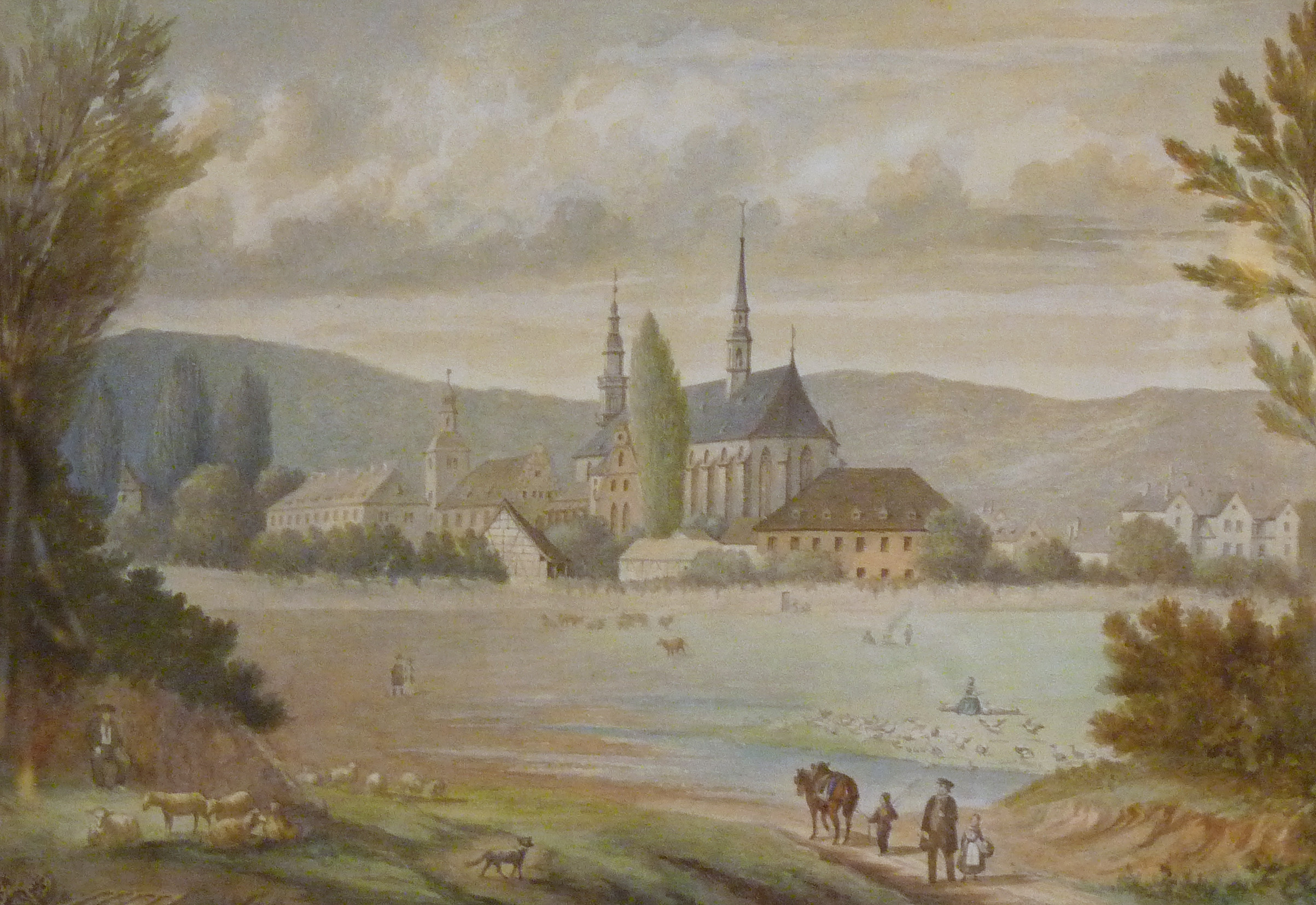
Molsheim vers 1830.

- En 1580 Laurent Gutjahr, abbé d'Altorf, acquiert à Molsheim une propriété. Ainsi les bénédictins, déjà établis depuis le XIe siècle à Altorf, village non fortifié, vinrent se réfugier derrière les remparts de Molsheim.
- En 1580 les jésuites fondèrent une école à Molsheim que l'évêque Léopold d'Autriche transforma en académie en 1618, année de consécration de l'église des jésuites (actuellement église paroissiale). La clé de voute de la chapelle latérale sud représente les armoiries de l'archiduc Léopold d'Autriche. Cette académie atteignit très vite une grande renommée comme en témoignent les nombreux ouvrages qui y furent imprimés. Le chancelier de cette académie fut Christoph von Heyden en 1619[29]. Adam Contzen avait le titre de vice-chancelier de l'académie ; il était secondé par Josse Coccius, Étienne Ruid, Henri Reffay, tous les quatre jésuites. En 1701, Louis XIV transféra l'Académie à Strasbourg et laissa à Molsheim un collège.
- Lors de la suppression de la maison des Chartreux à Strasbourg en 1591, les religieux de cet ordre se retirèrent également à Molsheim et y bâtirent un couvent, dont les magnifiques vitraux furent en partie détruits pendant la Révolution ; les autres furent transférés à Strasbourg. La chartreuse de Molsheim fait l'objet d'un important travail de restauration (chantier de bénévoles).
- En 1592, à la mort de l'évêque Jean de Manderscheid, un conflit opposa les chanoines catholiques de Molsheim aux chanoines protestants de Strasbourg. La lutte entre le prince Jean Georges de Brandebourg et le cardinal de Lorraine au siège épiscopal de Strasbourg, eut des suites funestes pour Molsheim. Cette période est appelée la Guerre des évêques.
- En 1605, les magistrats de Strasbourg chassèrent les chanoines de la cathédrale qui vinrent trouver refuge derrière les fortifications de Molsheim.
- En 1657, après de longues tractations, les capucins vinrent aussi s'installer à Molsheim. Ils construisirent un couvent et une église, mais toutes ces constructions ont disparu. Les capucins, un ordre mendiant, assuraient leur subsistance en allant confesser, prêcher, remplacer les curés.
- C’est ainsi que la cité épiscopale devint au début du XVIIe siècle le centre de la Contre-Réforme en Basse-Alsace. Les religieux de Molsheim s’employèrent à combattre la « nouvelle doctrine » par la prédication, l’enseignement et la formation de jeunes prêtres.

### La période révolutionnaire
La Révolution mit fin à la société d'Ancien Régime et marqua l’entrée de la ville dans l’ère industrielle (ateliers Coulaux).

### Les débuts de l'industrialisation
Chef-lieu d’arrondissement après 1870, Molsheim a vu ses activités se diversifier au cours du XXe siècle grâce, en particulier, à l’implantation des usines du constructeur automobile Ettore Bugatti (1881-1947).

### Héraldique
| Blason de Molsheim | Blason  | D'azur à la roue d'or de six rayons auxquels est attaché et lacé un homme nu de carnation nimbé aussi d'or. |
| Blason de Molsheim | Détails | Les armes de Molsheim ont été établies d'après un sceau de 1263 représentant le martyre de saint Georges.   |

## Politique et administration

### Tendances politiques et résultats
Lors du 2e tour de la présidentielle de 2017 à Molsheim, Emmanuel Macron (En Marche!) est en tête des suffrages avec 65,69 % des voix. Il devance Marine Le Pen (FN) qui obtient 34,31 % des suffrages exprimés.
Emmanuel Macron (En Marche!) était aussi arrivé en première position au premier tour (25,06 % des votes).
Parmi les votants, 6,48 % ont glissé un bulletin blanc dans l'urne.

### Liste des maires
Longtemps dirigée par Henri Meck, de 1933 à 1966 avec une interruption de cinq ans pendant la Deuxième Guerre mondiale, la municipalité de Molsheim est présidée successivement par Joseph Hossenlopp, Gérard Lehn et Pierre Klingenfus. En 1995, Laurent Furst devient maire de la ville, à seulement trente ans. L'élu RPR, puis UMP, enfin LR, est depuis systématiquement reconduit dans ses fonctions, notamment en 2014, où il gagne dès le premier tour avec plus de 83 % des voix. 
Après une interruption de trois ans, à la suite de sa réélection comme député et de sa démission pour cause de cumul de mandats – période durant laquelle son adjoint aux finances Jean-Michel Weber s'installe dans le fauteuil de premier édile –, il retrouve son siège en 2020.
| Période       | Période               | Identité          | Étiquette       | Qualité |
| ------------- | --------------------- | ----------------- | --------------- | --- |
| 1945          | décembre 1966 (décès) | Henri Meck        | MRP puis CD     | Syndicaliste CFTC Député du Bas-Rhin (1928 → 1940 puis 1945 → 1966) Conseiller général de Molsheim (1958 → 1966) Président du conseil général du Bas-Rhin (1960 → 1966)                 |
| décembre 1966 | octobre 1969 (décès)  | Joseph Hossenlopp | MRP             | Professeur |
| décembre 1969 | mars 1971             | Gérard Lehn       | app. UDR        | Notaire Député de la 5e circonscription du Bas-Rhin (1966 → 1973) |
| mars 1971     | juin 1995             | Pierre Klingenfus | UDR puis RPR    | Contrôleur des lois d'Aide sociale Conseiller régional d'Alsace (1972 → 1986 puis 1989 → 1992) Conseiller général de Molsheim (1977 → 1994)                                             |
| juin 1995     | août 2017             | Laurent Furst     | UDF puis UMP-LR | Directeur d'hôpital Député de la 6e circonscription du Bas-Rhin (2012 → ) Conseiller général de Molsheim (2001 → 2012) Président de la CC de la région de Molsheim-Mutzig (1998 → 2017) |
| août 2017     | mai 2020              | Jean-Michel Weber | LREM            | Chef d'entreprise 4e vice-président de la CC de la région de Molsheim-Mutzig (2017 → 2020)                                                                                              |
| mai 2020      | En cours              | Laurent Furst     | LR              | Directeur d'hôpital Député de la 6e circonscription du Bas-Rhin (2012 → 2020) Président de la CC de la région de Molsheim-Mutzig (2020 → )                                              |

### Budget et fiscalité 2021
En 2021, le budget de la commune était constitué ainsi :
- total des produits de fonctionnement : 14 127 000 €, soit 1 491 € par habitant ;
- total des charges de fonctionnement : 12 072 000 €, soit 1 274 € par habitant ;
- total des ressources d'investissement : 3 926 000 €, soit 415 € par habitant ;
- total des emplois d'investissement : 4 093 000 €, soit 432 € par habitant ;
- endettement : 0 €, soit 0 € par habitant.

Avec les taux de fiscalité suivants :
- taxe d'habitation : 20,10 % ;
- taxe foncière sur les propriétés bâties : 23,38 % ;
- taxe foncière sur les propriétés non bâties : 32,40 % ;
- taxe additionnelle à la taxe foncière sur les propriétés non bâties : 45,11 % ;
- cotisation foncière des entreprises : 17,22 %.

Chiffres clés Revenus et pauvreté des ménages en 2020 : médiane en 2020 du revenu disponible, par unité de consommation : 23 070 €.

### Jumelages
Gerbrunn (Allemagne).

## Économie

### Entreprises et commerces

#### Agriculture
- Culture de la vigne.
- Culture de céréales, de légumineuses et de graines oléagineuses.
- Élevage de chevaux et d'autres équidés.
- Élevage d'autres animaux.
- Exploitation forestière.

#### Tourisme
Sur le plan touristique, Molsheim est une des étapes de la route des vins d'Alsace.

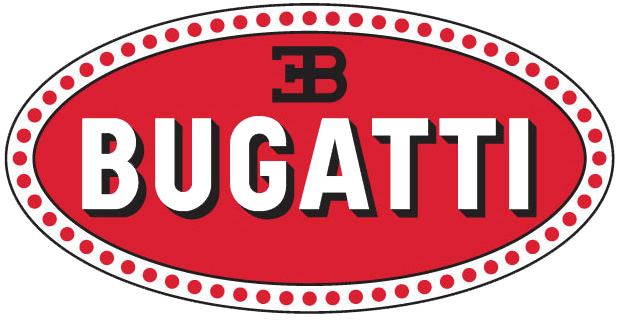
Constructeur Bugatti implanté à Molsheim.

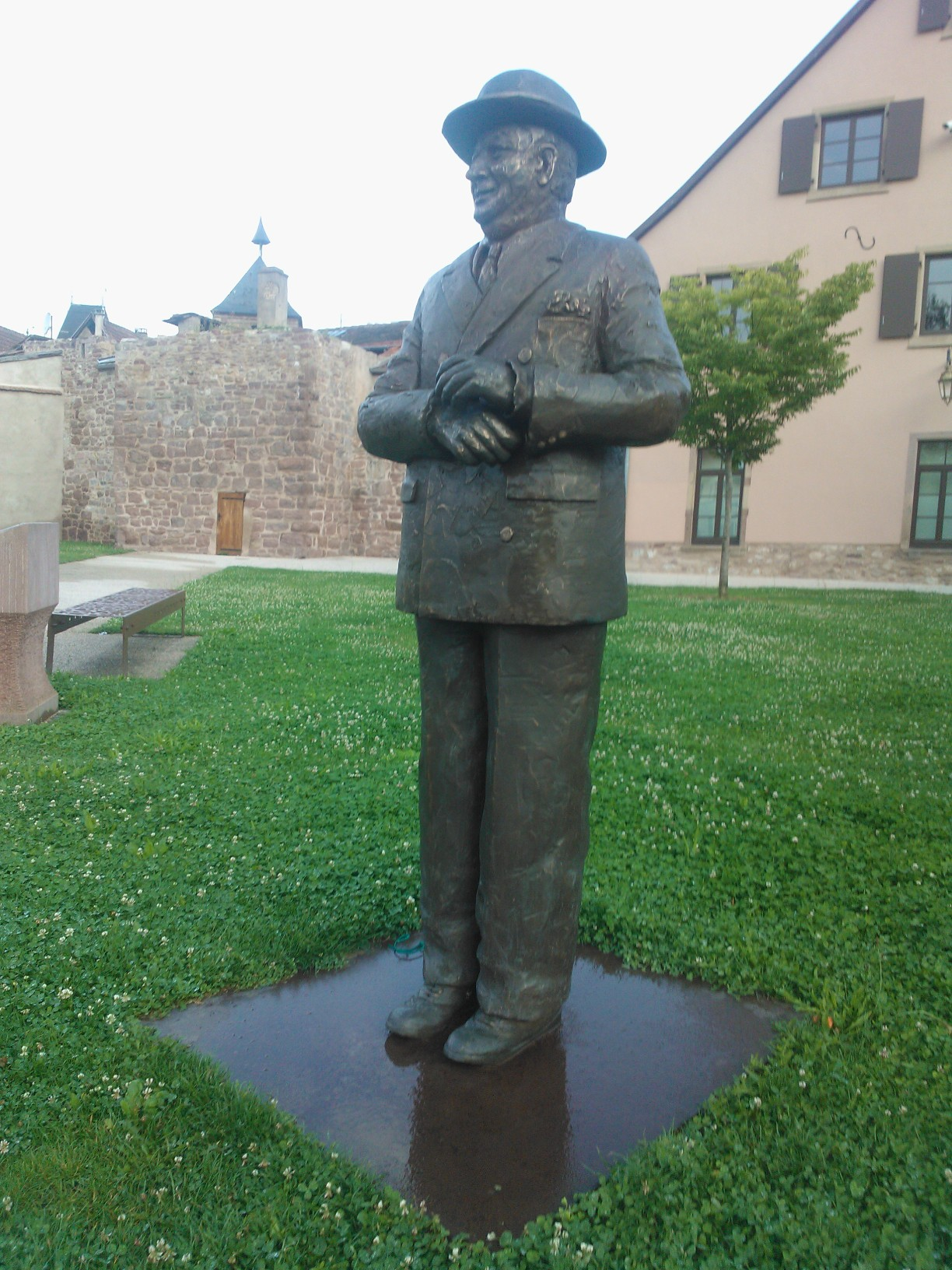
Statue Ettore Bugatti (Mariele Gissinger, 2009).

- Hébergements et restauration.

#### Commerces
Selon le site officiel de la ville, Molsheim est le lieu d'environ huit mille emplois, avec en particulier :
- usine Safran Landing Systems (filiale de Safran), équipementier dans l'aéronautique ;
- usine Osram (devenu Ledvance) (fabrication de lampes / ampoules) ;
- société Mercedes-Benz Molsheim (filiale du groupe Daimler), spécialisée dans la transformation de véhicules industriels ;
- usine Bugatti Automobiles SAS (groupe Volkswagen AG) pour l'assemblage final de la Bugatti Veyron 16.4 et de la Bugatti Chiron[41] ;
- société Merck Millipore, fournisseur de produits et de services pour l'industrie pharmaceutique, avec 1700 salariés[42] ;
- zone commerciale Les mercuriales à Dorlisheim avec par exemple un hypermarché Carrefour (Cora jusqu'en 2024[43]), un McDonald's ou un centre auto ;
- société Holweg, fabricant de machines à destination de l'industrie de l'emballage, est implantée à Molsheim.

### Voies de communications et transports

#### Voies routières
- A35 : Échangeurs Innenheim, Krautergersheim, Entzheim.
- A350 déclassée en route nationale (N2350) : Basel, Schiltigheim.
- A351 : Échangeurs Oberhausbergen - Wolfisheim.
- A352 : Échangeur Molsheim - Obernai.
- A4 : Bischheim - Saverne, Basel, Strasbourg.
- Vélo urbain :   Molsheim compte de nombreuses pistes cyclables permettant de rallier les communes alentour, ce qui la rend accessible d’Obernai en 45 minutes ou de Strasbourg en 1 h 30, et permet d'aller vers les pays limitrophes grâce aux Eurovéloroutes.

#### Transports en commun
- Transports en Alsace.
- Fluo Grand Est.

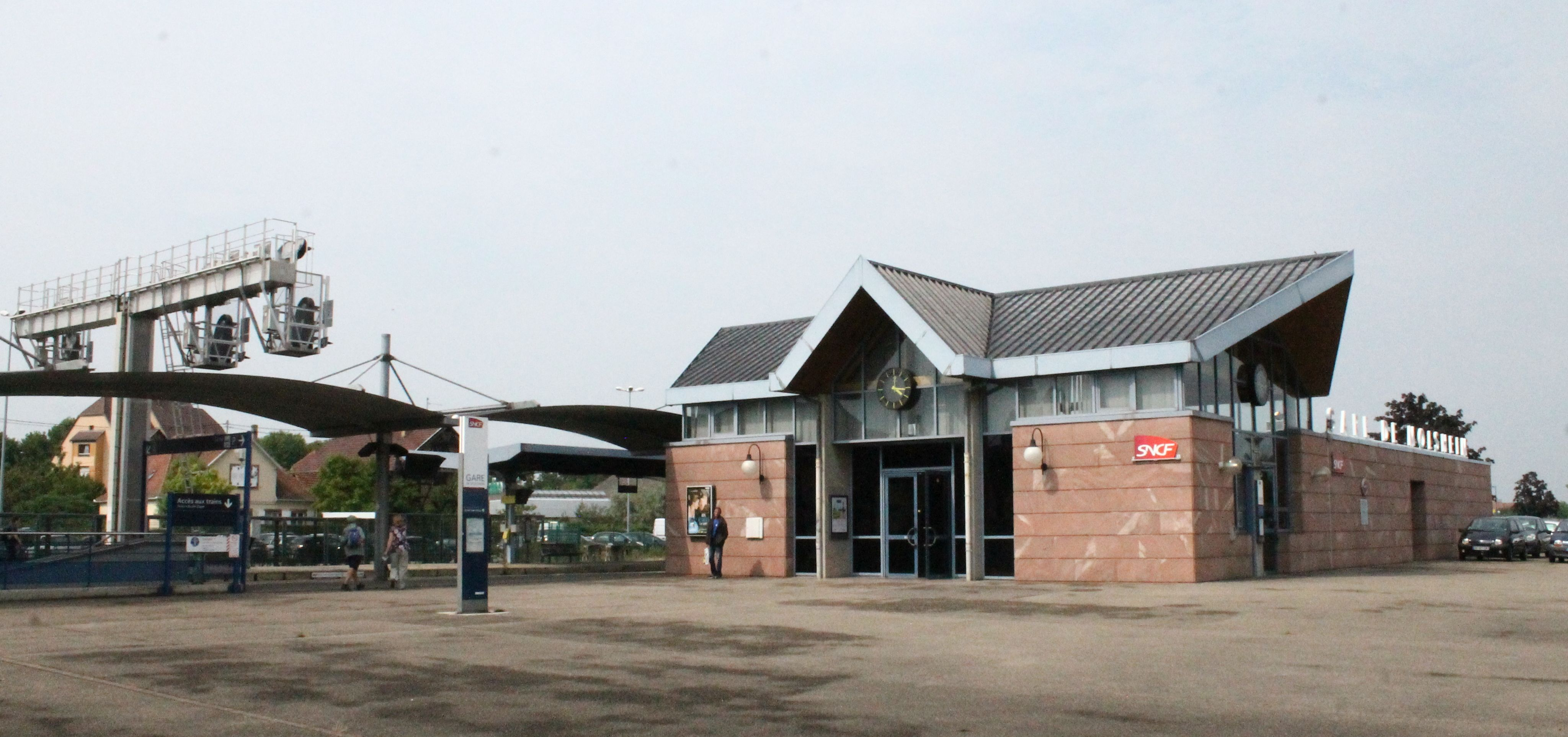
Gare de Molsheim.

- Transport ferroviaire : Molsheim possède une gare de chemin de fer desservie par les lignes TER Alsace, située à dix minutes à pied du centre-ville, où transitent deux lignes ferroviaires toutes deux en provenance de Strasbourg : l'une dessert la vallée de la Bruche et, via Schirmeck puis Saâles, rallie Saint-Dié-des-Vosges ; l'autre prend la direction du sud et rejoint, en traversant les localités emblématiques du vignoble d'Alsace (Rosheim, Obernai, Barr, Dambach-la-Ville, Scherwiller…), la ville de Sélestat. La cadence est d'un train toutes les demi-heures en direction de Strasbourg et de Barr.

#### Transports aériens
- Aéroport de Strasbourg-Entzheim.

## Population et société

### Démographie

#### Pyramide des âges
L'évolution du nombre d'habitants est connue à travers les recensements de la population effectués dans la commune depuis 1793. Pour les communes de moins de 10 000 habitants, une enquête de recensement portant sur toute la population est réalisée tous les cinq ans, les populations de référence des années intermédiaires étant quant à elles estimées par interpolation ou extrapolation. Pour la commune, le premier recensement exhaustif entrant dans le cadre du nouveau dispositif a été réalisé en 2005.

En 2022, la commune comptait 9 328 habitants, en évolution de +0,45 % par rapport à 2016 (Bas-Rhin : +3,17 %, France hors Mayotte : +2,11 %).
| 1793  | 1800  | 1806  | 1821  | 1831  | 1836  | 1841  | 1846  | 1851  |
| ----- | ----- | ----- | ----- | ----- | ----- | ----- | ----- | ----- |
| 2 519 | 2 534 | 2 608 | 3 060 | 3 225 | 3 284 | 3 333 | 3 460 | 3 531 |

| 1856  | 1861  | 1866  | 1871  | 1875  | 1880  | 1885  | 1890  | 1895  |
| ----- | ----- | ----- | ----- | ----- | ----- | ----- | ----- | ----- |
| 3 371 | 3 367 | 3 560 | 3 222 | 3 085 | 3 217 | 3 094 | 3 103 | 3 101 |

| 1900  | 1905  | 1910  | 1921  | 1926  | 1931  | 1936  | 1946  | 1954  |
| ----- | ----- | ----- | ----- | ----- | ----- | ----- | ----- | ----- |
| 3 081 | 3 162 | 3 163 | 2 816 | 3 190 | 3 474 | 3 584 | 3 699 | 4 018 |

| 1962  | 1968  | 1975  | 1982  | 1990  | 1999  | 2005  | 2006  | 2010  |
| ----- | ----- | ----- | ----- | ----- | ----- | ----- | ----- | ----- |
| 4 955 | 5 739 | 6 649 | 6 928 | 7 973 | 9 335 | 9 452 | 9 382 | 9 215 |

| 2015  | 2020  | 2022  | - | - | - | - | - | - |
| ----- | ----- | ----- | - | - | - | - | - | - |
| 9 294 | 9 352 | 9 328 | - | - | - | - | - | - |

### Enseignement
Établissements d'enseignements :

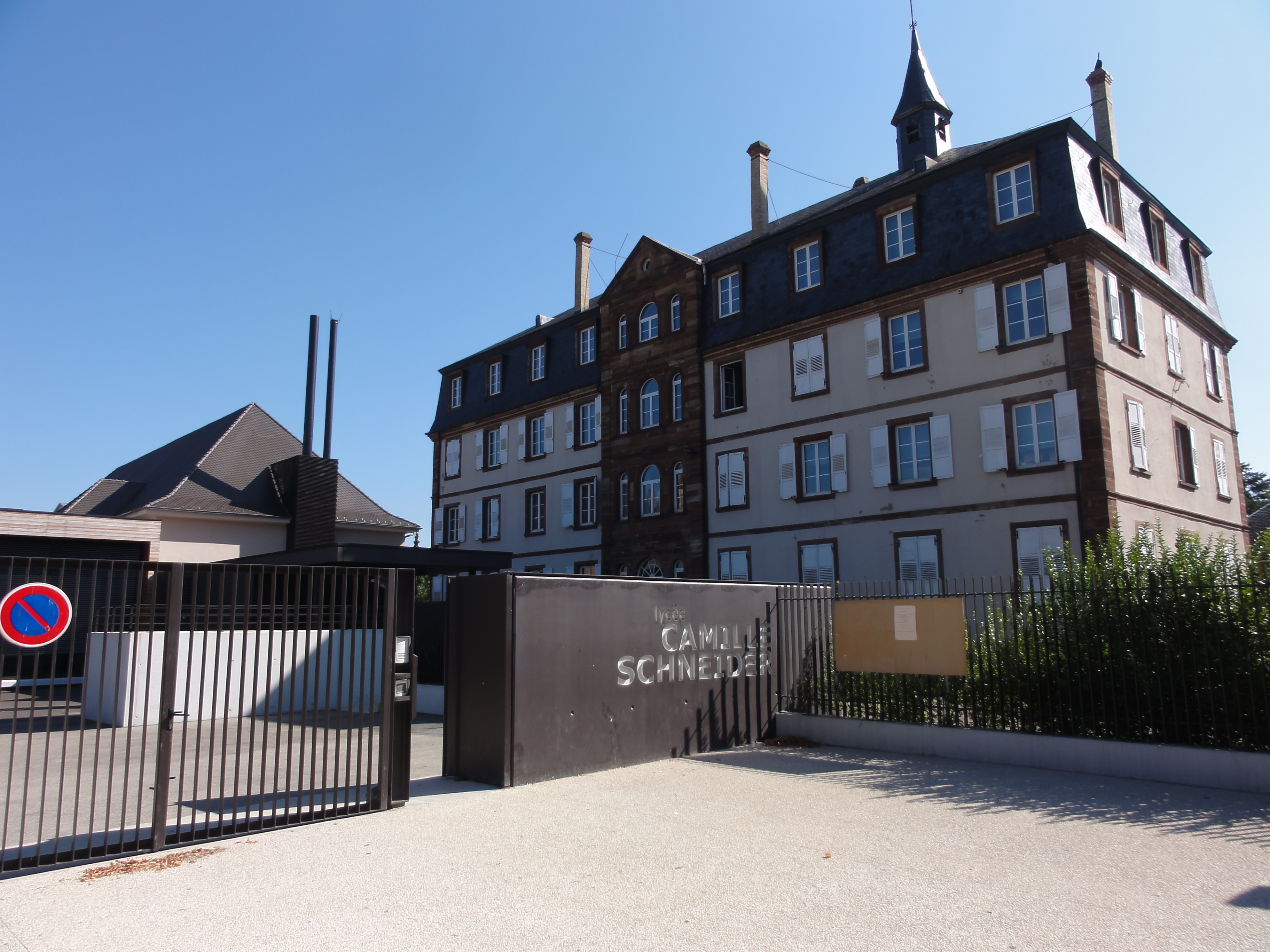
Lycée d'enseignement professionnel Camille-Schneider.

- Molsheim dispose de nombreuses écoles maternelles et primaires.
- Molsheim dispose aussi de deux collèges, le collège Henri-Meck[49] et le collège Rembrandt-Bugatti[50].
- De plus, trois lycées sont situés à Molsheim : le lycée d'enseignement général et technologique Henri-Meck[51], le lycée d'enseignement général, technologique, professionnel et industriel Louis-Marchal[52] et le lycée d'enseignement professionnel Camille-Schneider.

### Cultes
- Culte catholique, Communauté de paroisses de Molsheim[53], diocèse de Strasbourg.
- Culte protestant[54].
- Culte israélite[55].

### Associations
Molsheim ville à pied et à vélo (MVPV) est une association molshemienne dont le but est de promouvoir les déplacements à pied et à vélo et les aménagements dans ce sens. L'association organise un bourse aux vélos chaque année en mai (l'édition 2020 a été annulée a cause du covid-19).
Il y a un groupe scout à Molsheim qui a été fondé en 1946.

### Sport
Molsheim Fun Bike (MFB) est un club sportif français, basé à Molsheim (Bas-Rhin). Il est voué à la pratique du VTT. Fondé en 1992, il a vu passer dans ses rangs des champions comme Thomas Dietsch, Jérôme Clementz (premier champion du monde enduro) et Morgane Jonnier (championne de France 2016 enduro).
Molsheim est également une ville très investi dans le sport et compte plusieurs clubs de plusieurs disciplines dont certains très réputés.

## Personnages célèbres liés à la commune
- Berthold II de Bucheck
- François-Joseph Westermann, général, né le 5 septembre 1751 à Molsheim et guillotiné à Paris le 5 avril 1794.
- Jean-Paul Bucher, personnalité du monde des affaires, né en 1938 à Molsheim.
- Camille Schneider
- Henri Meck
- Bruno Franz Leopold Liebermann, vicaire général du grand séminaire à Mayence
- Ettore Bugatti
- Jean Bugatti
- Charly Barat (1957-2010), illustrateur alsacien.
- Bruno Steck, footballeur professionnel.
- Louis Hickel (1920-1977), résistant, médecin et homme politique français, ancien conseillé municipal de la commune et conseillé général du canton.

## Lieux et monuments

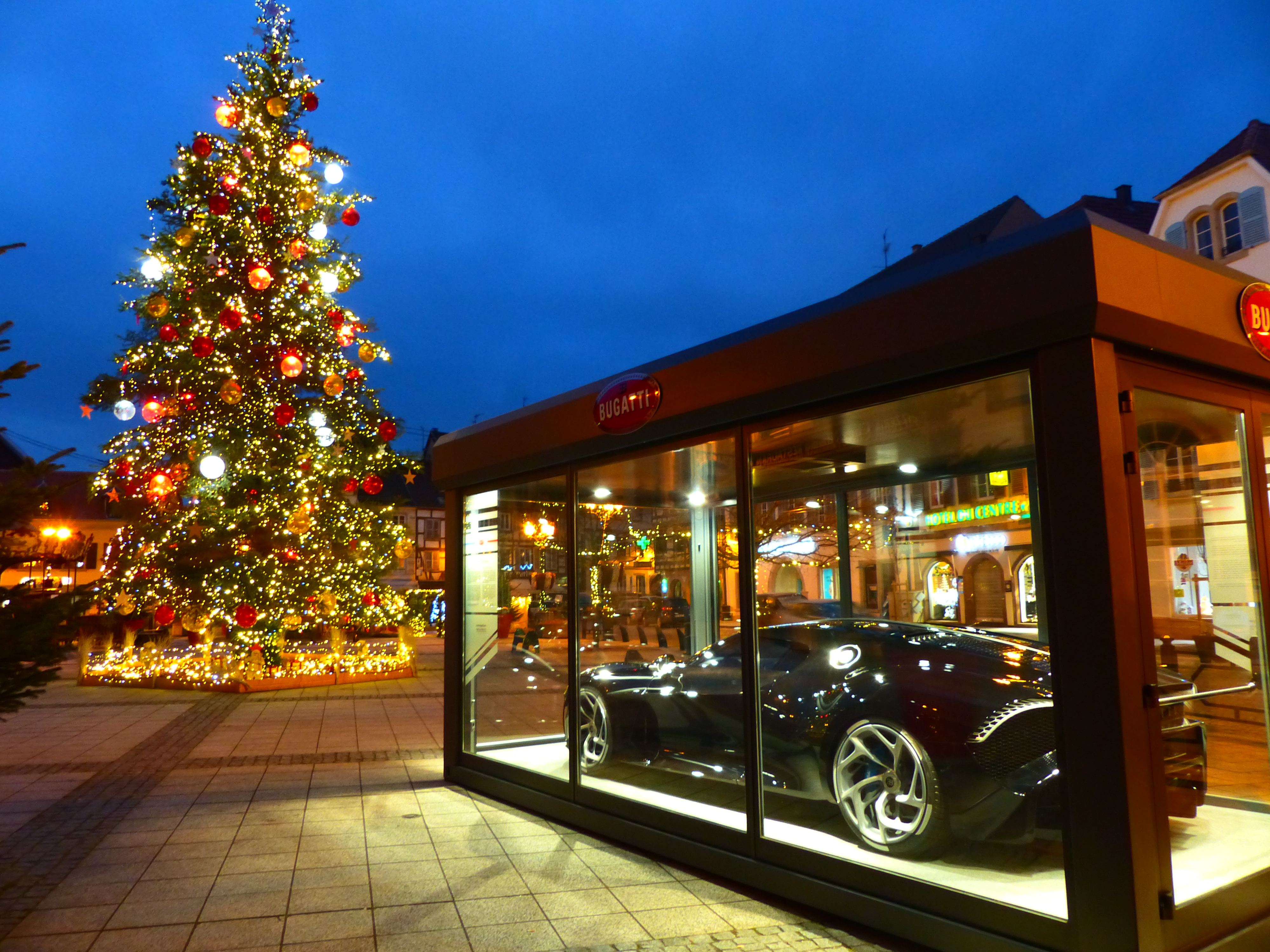
La Voiture noire Bugatti sur la place de l'Hôtel-de-Ville durant les illuminations de Noël de l'hiver 2020-2021.

- Église des Jésuites[56], début XVIIe siècle, construite par Christoph Wamser (1580-1649) de Miltenberg, qui construit plusieurs églises pour des jésuites. Remarquablement, Wamser a choisi un style gothique et pas des formes contemporaines pour exprimer la tradition et la dignité du catholicisme. Elle comprend un autel datant de 1865, un orgue Silbermann de 1781[57],[58],[59] et deux chapelles. Depuis 1791, l’église des Jésuites est devenue une église paroissiale sous l’appellation d’église Saint-Georges.

- Couvent d'augustines Notre-Dame. La chapelle Notre-Dame : Elle fut construite par l’architecte lorrain Vautrin[60] et s’inspire du style gothique du XIIIe siècle. Cette chapelle constitue un des fleurons de l’architecture néo-médiévale en Alsace. Elle dépendait à l’origine d’une institution religieuse, le « couvent Notre-Dame » occupé à partir de 1836 par des sœurs enseignantes de la congrégation de chanoinesses régulières de Saint-Augustin. 118 ans plus tard, en 1954, les religieuses quittent Molsheim et cèdent leur propriété à la ville. Elle sera finalement restituée au culte le 24 novembre 1984 après avoir subi d’importants travaux grâce au soutien de la ville et à l’aide de nombreux bénévoles.

- Le Dompeter[61], église romane située au nord du ban de Molsheim près d'Avolsheim. Nef du XIe siècle. Église située en pleine campagne, sa fondation remonterait au VIIe siècle. Mais de cette église primitive, il ne subsiste que les fondations redécouvertes lors de fouilles exécutées en 1914. Une seconde église succéda à ce premier édifice, consacrée en 1049. Seules les arcades de la nef, supportées par des piliers carrés en moellons irréguliers, subsistent aujourd'hui. De 1065 à 1070, une tour-porche fut érigée. Son clocher roman fut détruit par la foudre en 1746. Selon d'autres sources, cette tour-porche n'aurait été construite seulement dans la deuxième moitié du XIIe siècle.

- Chartreuse de Molsheim[62], 1598. Chassés de Strasbourg, les chartreux vinrent s'établir à Molsheim en 1598. Phénomène rare dans l'histoire des chartreuses, la chartreuse de Molsheim est implantée à l'intérieur d'une agglomération. En 1662, les chartreux étaient parvenus à insérer un domaine de trois hectares à l'intérieur des remparts, tout en respectant le caractère typique d'une chartreuse avec 18 cellules individuelles de moines, reliées par un cloître à l'église et aux autres bâtiments communautaires ; entouré d'une enceinte, le couvent était une institution autonome, indépendante du monde extérieur. En 1791 (la Révolution française), un incendie endommagea l'église ainsi que plusieurs cellules, et les moines furent dispersés en 1792. Après avoir servi de prison, la chartreuse de Molsheim fut vendue et démembrée en 1796 : les anciennes cellules et les travées du cloître furent transformées en maisons d'habitation. En 1842, la ville de Molsheim fit l'acquisition d'une partie des bâtiments afin d'y installer l'hôpital local. Depuis 1985, l'ancien prieuré des Chartreux abrite le musée municipal de Molsheim, dit « musée de la Chartreuse », et la « Fondation Bugatti ». Les fondations de l'église conventuelle ont été mises en valeur et d'importants travaux de restauration sont en cours, sous la responsabilité d'un chantier de bénévoles.
- Grande croix de cimetière de Molsheim[63].
- Chapelle des Enfants-de-Marie, Avenue de la Gare.
- Église luthérienne, rue des Vosges.

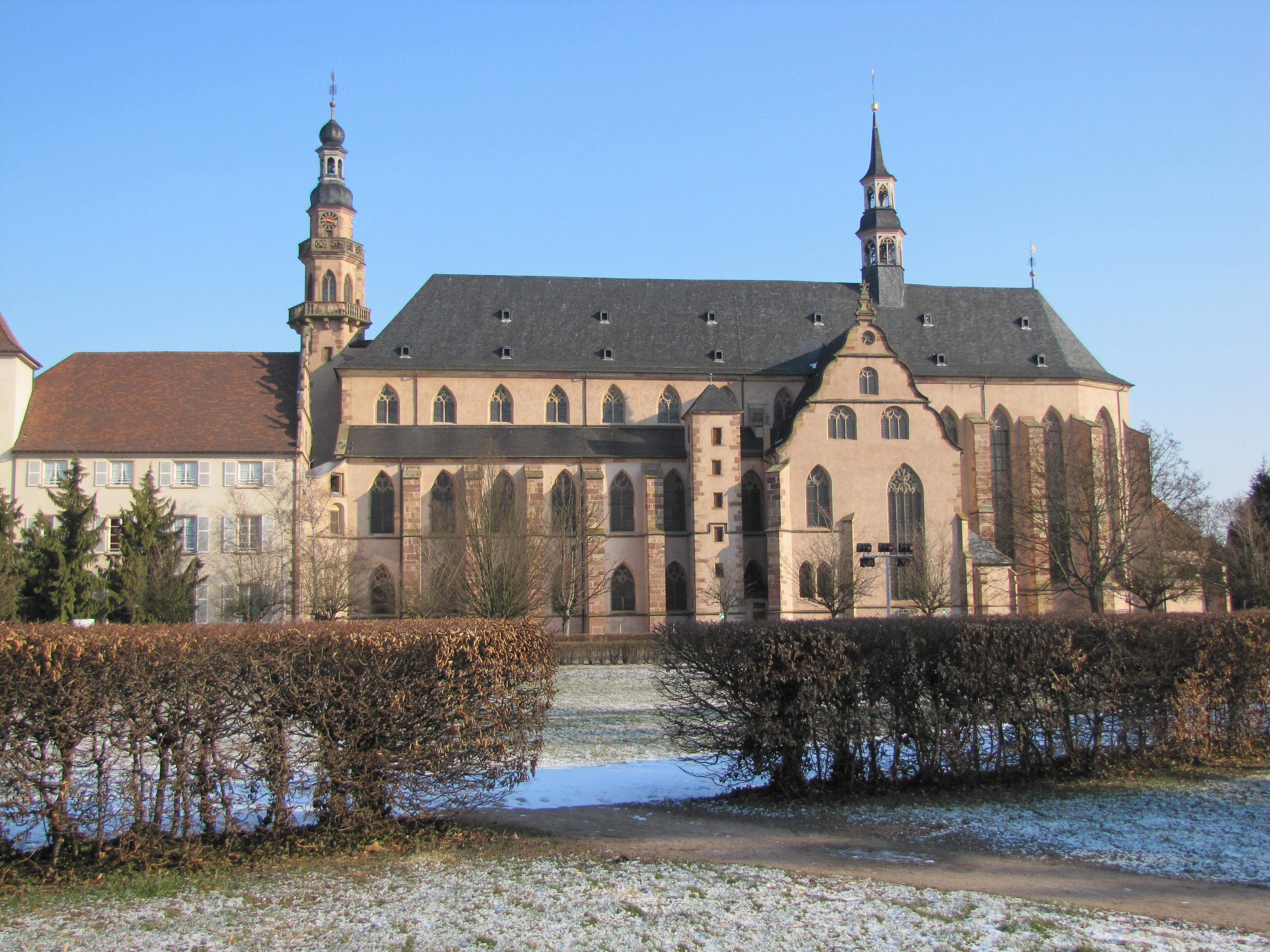
Église des jésuites Saint-Georges (1618).
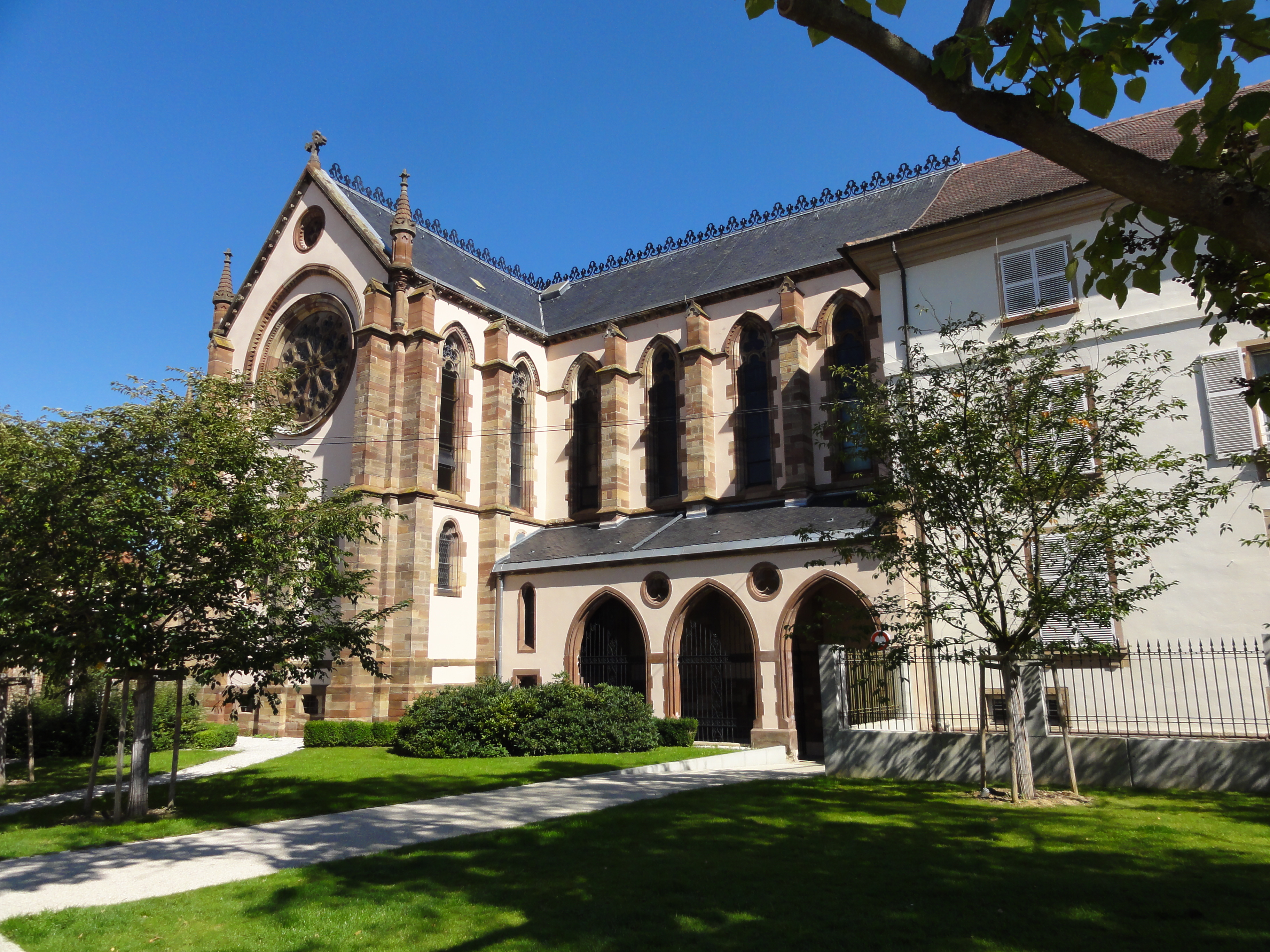
Chapelle Notre-Dame (1867).
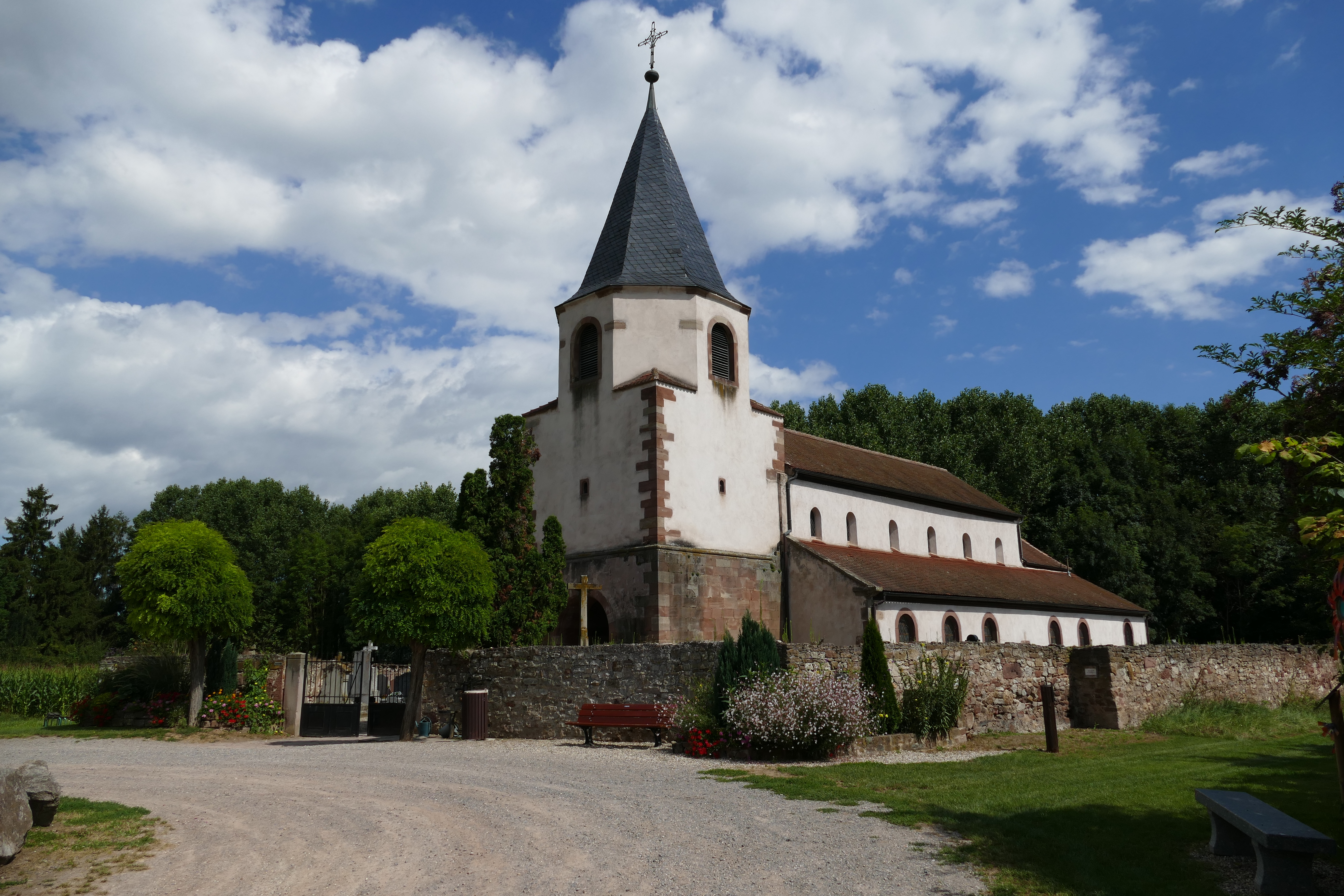
Église romane Saint-Pierre dite Dompeter (XIIe siècle).
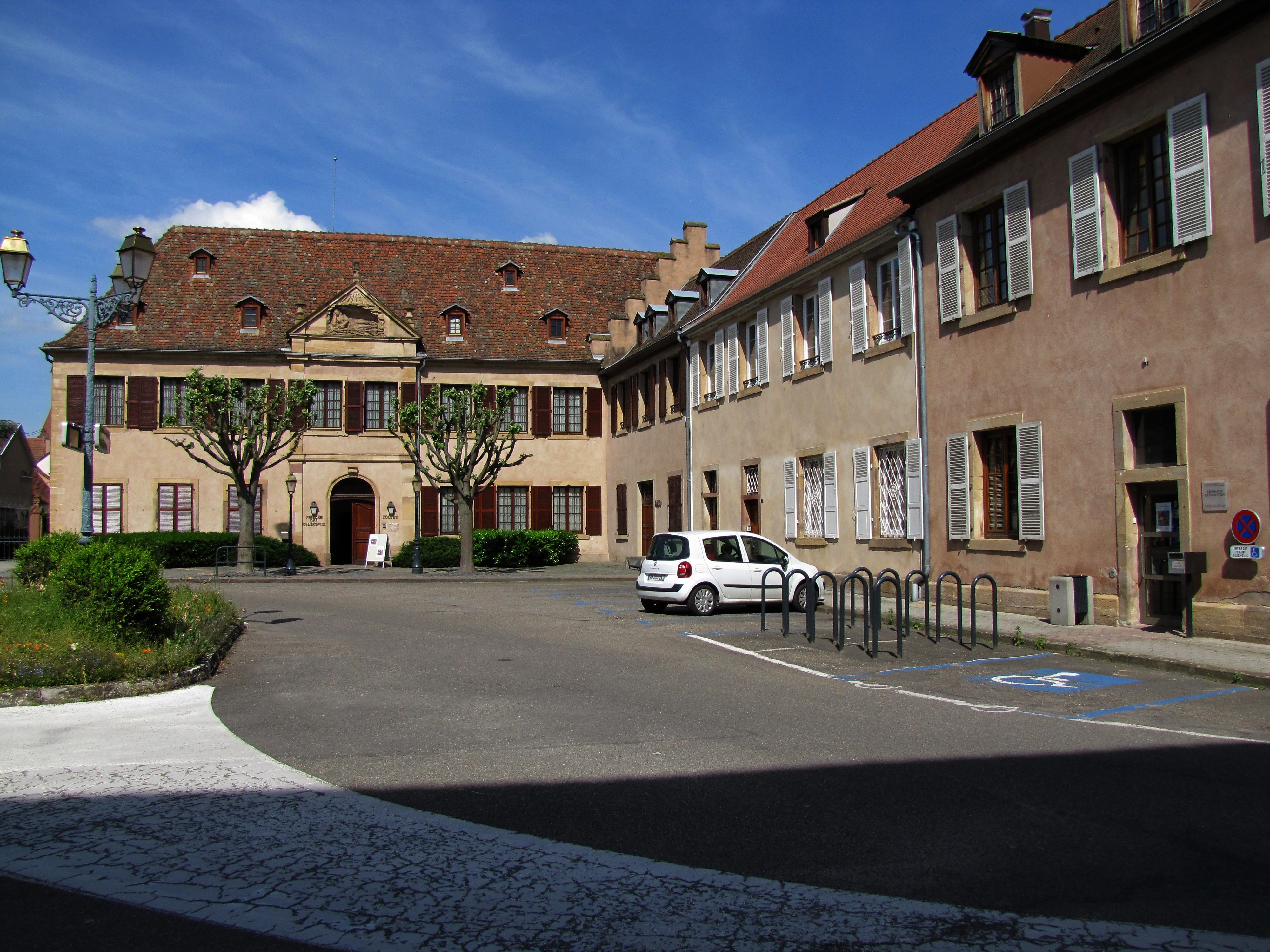
Ancienne chartreuse (XVIIe siècle-XVIIIe siècle).
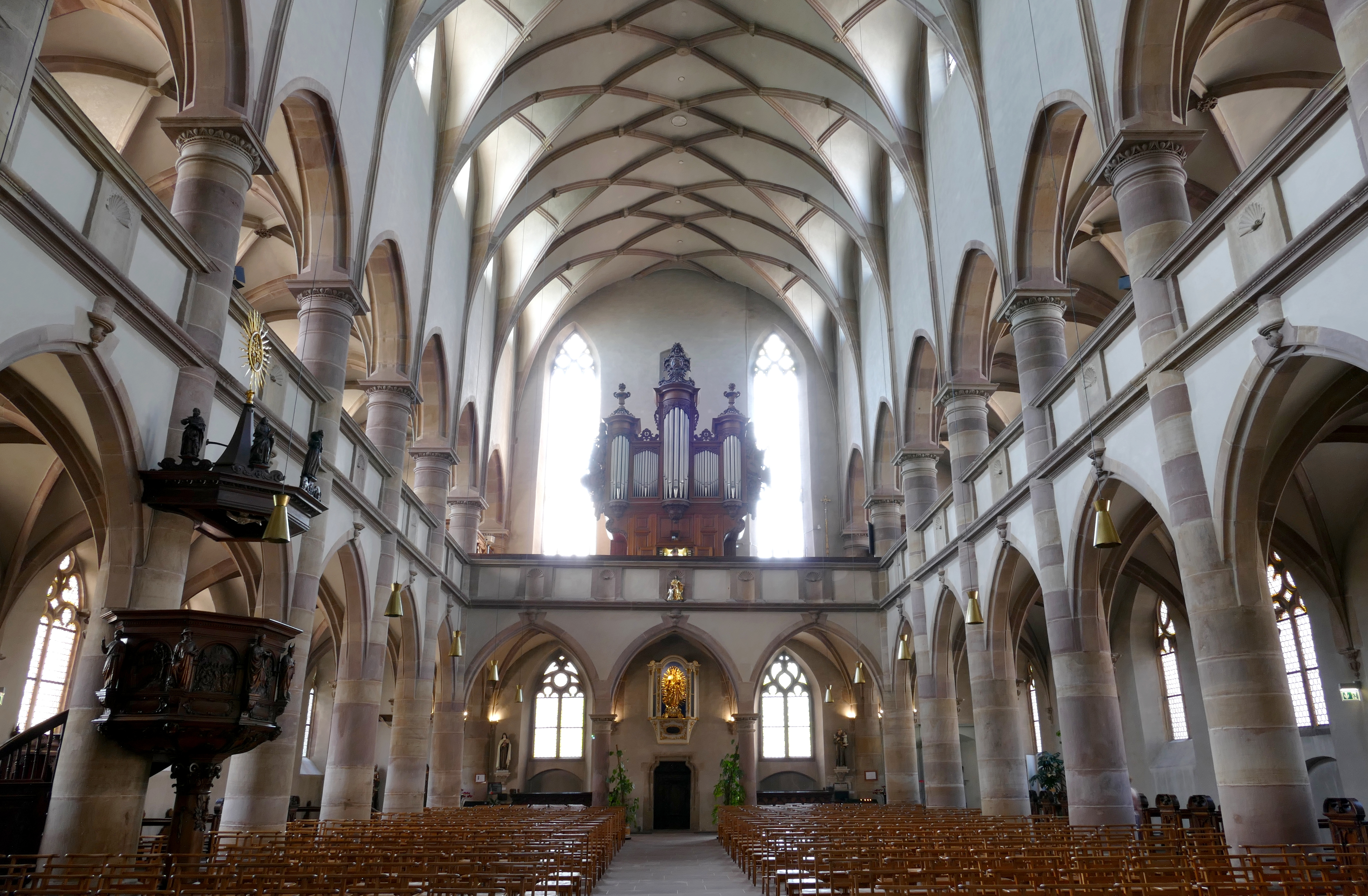
Intérieur de l'église des jésuites Saint-Georges (1618).
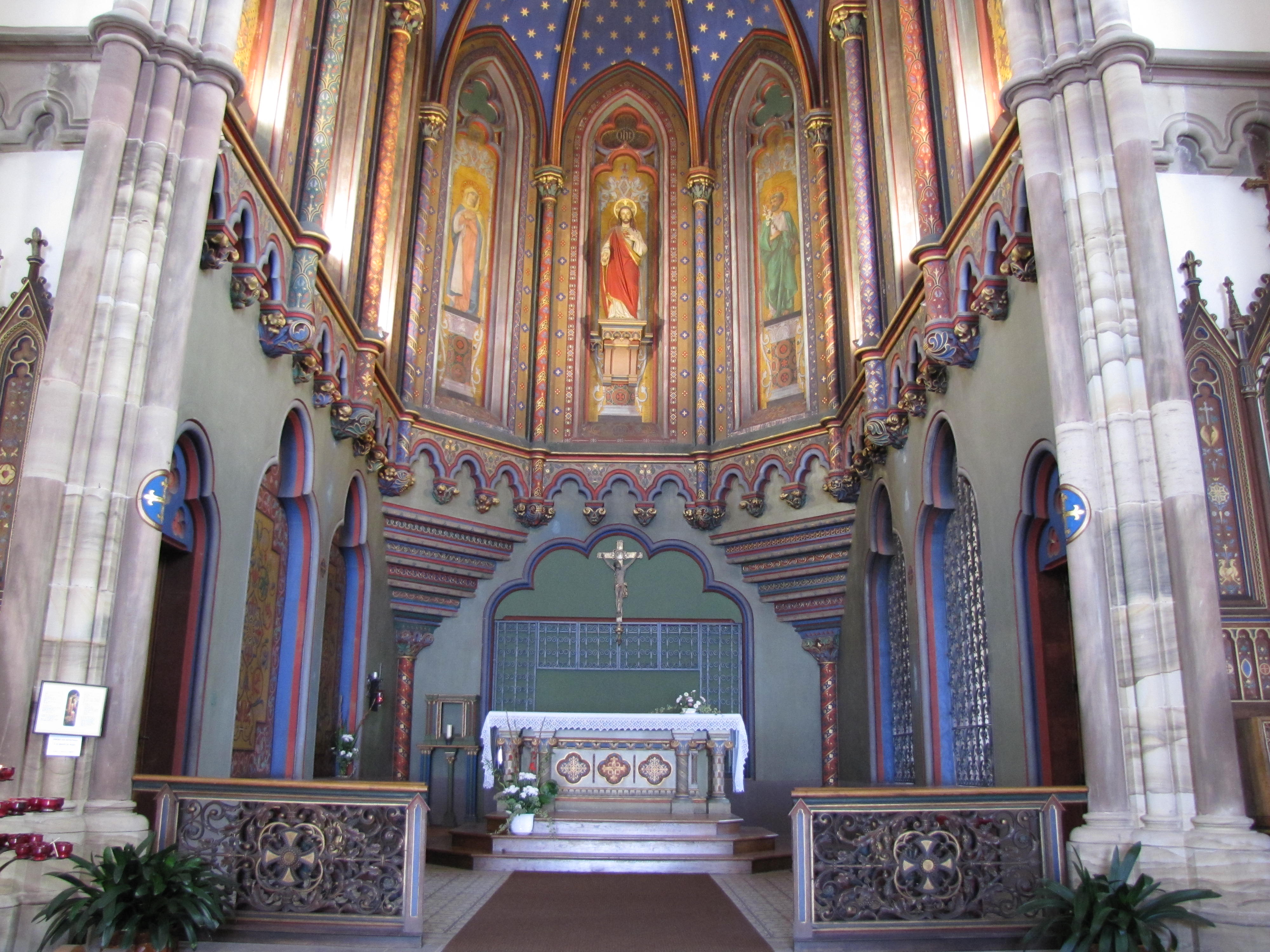
Intérieur de la chapelle Notre-Dame (1867).
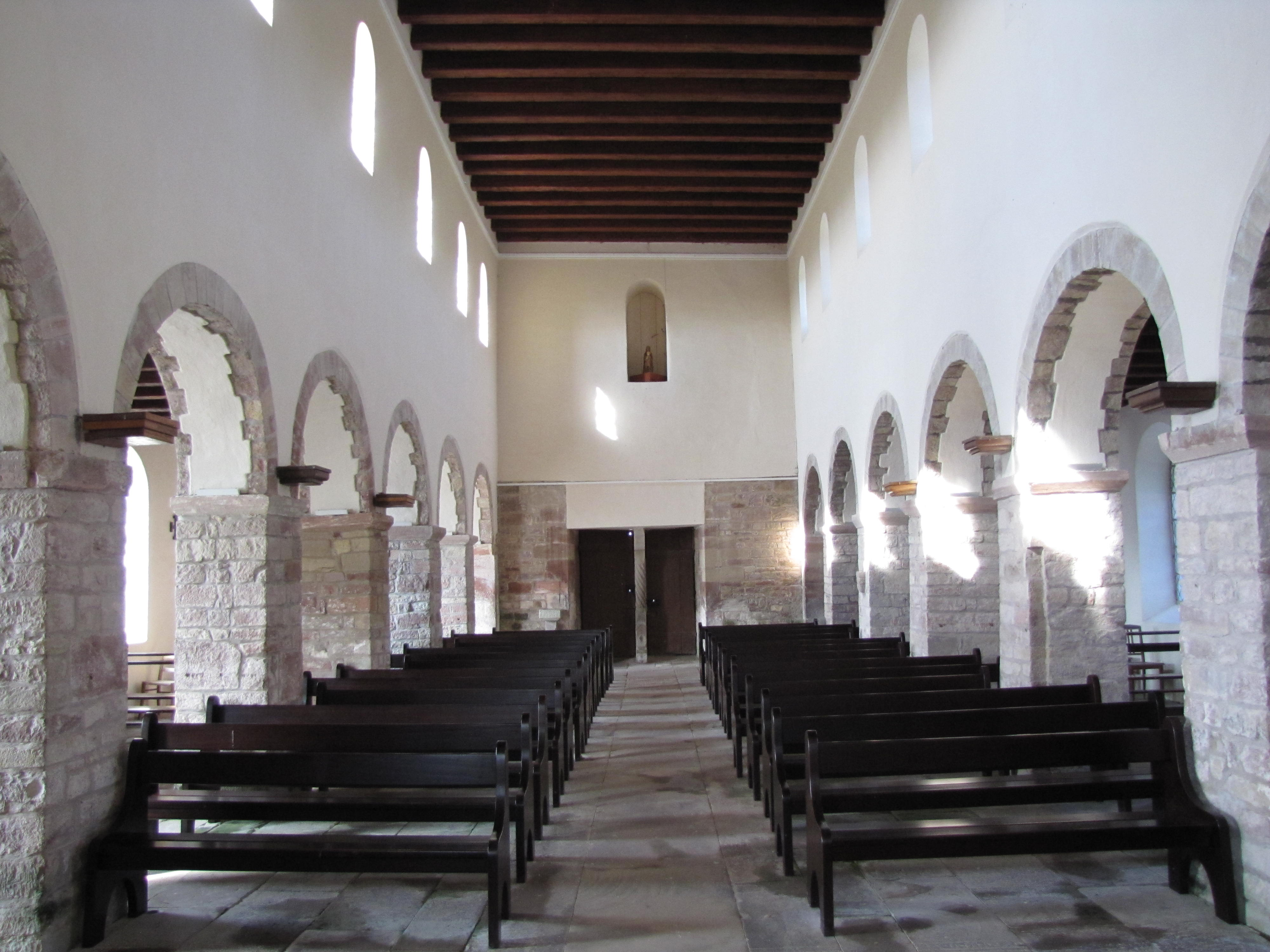
Intérieur de l'église romane Saint-Pierre dite Dompeter (XIIe siècle).
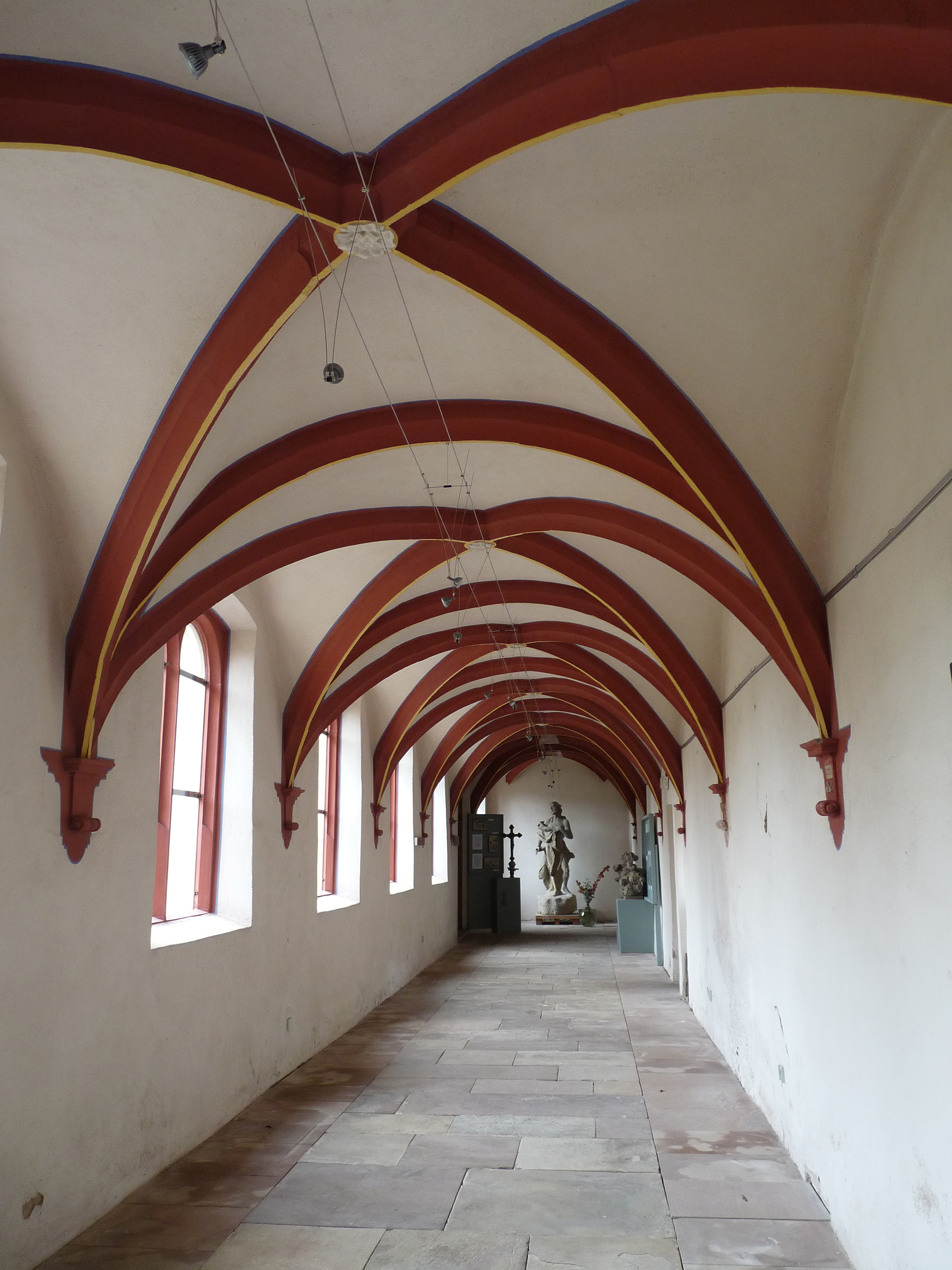
Ancienne chartreuse (XVIIe siècle-XVIIIe siècle).

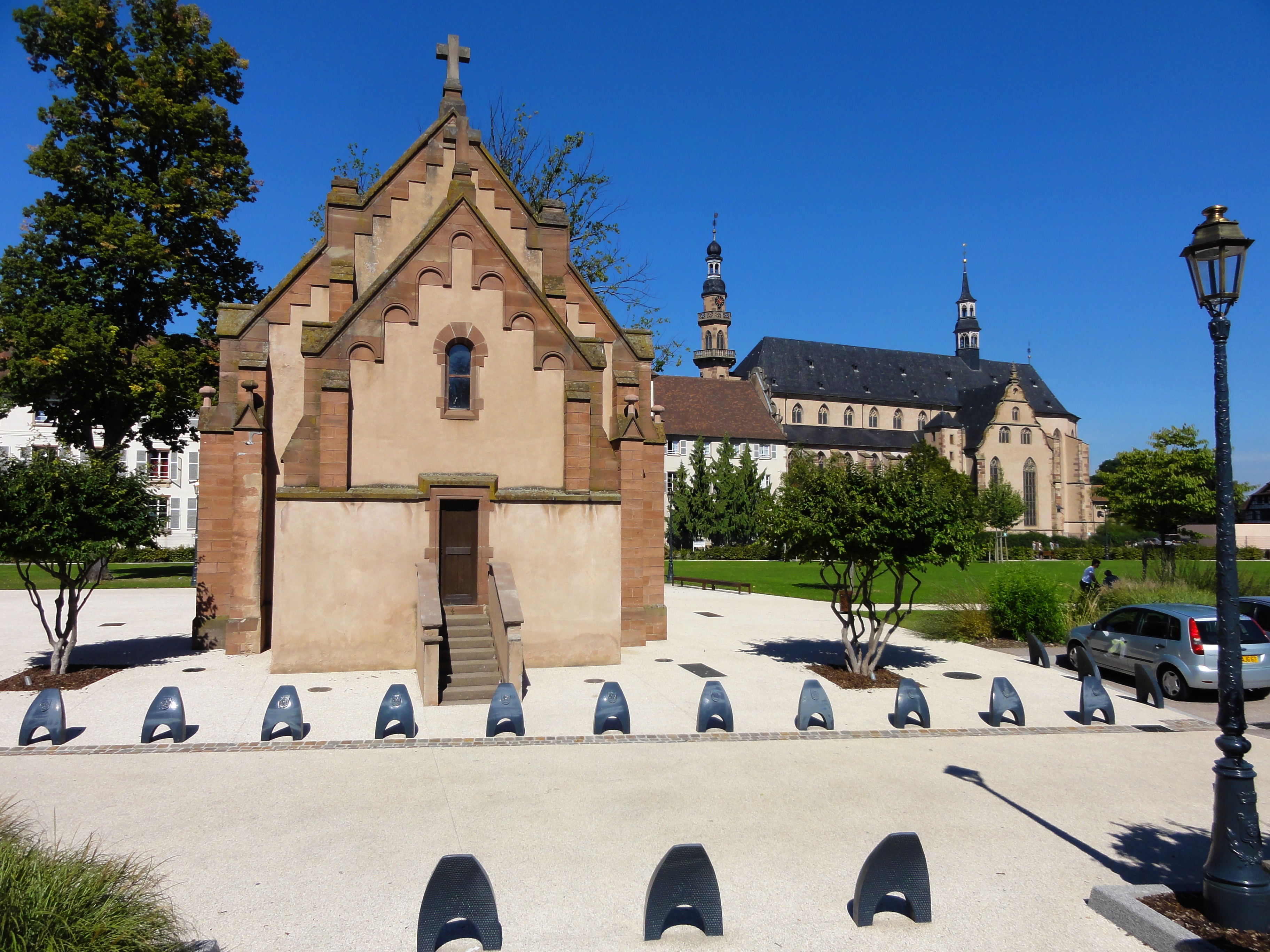
Chapelle des Enfants-de-Marie.
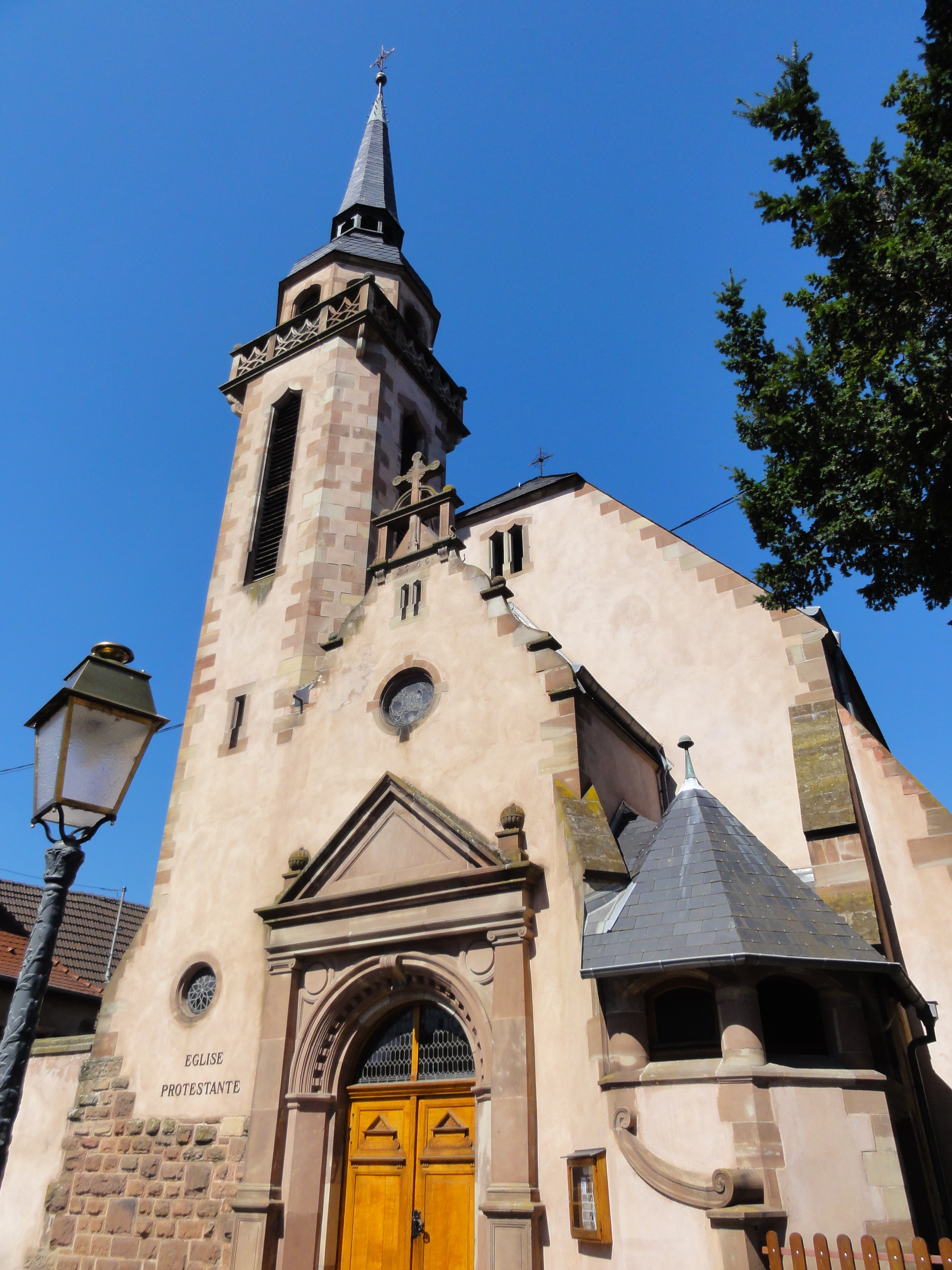
Église luthérienne.

- Metzig[64], bâtisse Renaissance édifiée vers 1583 par la corporation des bouchers, peut-être en 1607, seule date figurant sur l'édifice (dans la tourelle). Un premier édifice aurait été construit en 1416, un deuxième en 1525. L'édifice actuel porte la trace de 11 tailleurs de pierre. Le balcon qui orne le côté gauche de l'élévation ouest fut probablement ajouté entre 1836, date de la lithographie de Sandmann où il ne figure pas encore (de même que le garde-corps gothique du perron) et 1846, date d'un dessin de L. Adam où il est en revanche représenté. Une remise en état générale eut lieu entre 1856 et 1870, les anges en pied datent probablement de cette époque. Entre 1870 et 1908, le bâtiment abrita le tribunal d'instance, l'étage fut remanié et 5 des 6 piliers en grès de la salle furent déposés. Restauration de la toiture et de la maçonnerie en 1931 et 1932. La restauration de 1980 à 1983 concerna les garde-corps des balcons, du perron et de la loggia, les angelots assis et les colonnettes de la tourelle, l'horloge et la remise en place des piliers de la salle de l'étage.
- Porte des Forgerons, XIVe siècle, édifiée par l'évêque Jean de Dirpheim (1306-1328). Elle abrite une magnifique cloche de deux tonnes fondue en 1412 provenant de l'ancienne église Saint-Georges située autrefois sur l'actuelle place du Marché. La construction de l'enceinte se situe probablement au milieu du XIIIe siècle, les travaux les plus importants ayant sans doute eut lieu entre 1250 et 1260. Elle fut agrandie vers l'est par l'évêque Jean 1er de Dirpheim, entre 1318 et 1325. Le fossé d'eau qui entourait l'enceinte fut comblé au XVIIIe siècle et remplacé par des jardins, dès 1779, les habitants purent adosser leur maison à la courtine. L'enceinte médiévale comportait trois portes fortifiées surmontées d'une tour. Seule celle dite des Forgerons ou de Strasbourg subsiste. Elle est attestée depuis le XIVe siècle. La face extérieure de la tour a été ornée en 1868 d'une niche néo-gothique avec statue.
- La Monnaie, ou hôtel de la Monnaie, bâtiment construit en 1573 par Jean de Manderscheid. Cet hôtel a servi peu de temps à « battre monnaie ». Il a servi ensuite de fabrique de grosse quincaillerie, de centre de regroupement de l’armée et de local de conditionnement du tabac. Il sert à présent de salle pour l’organisation de réceptions, d’assemblées générales, d’expositions ou de fêtes.

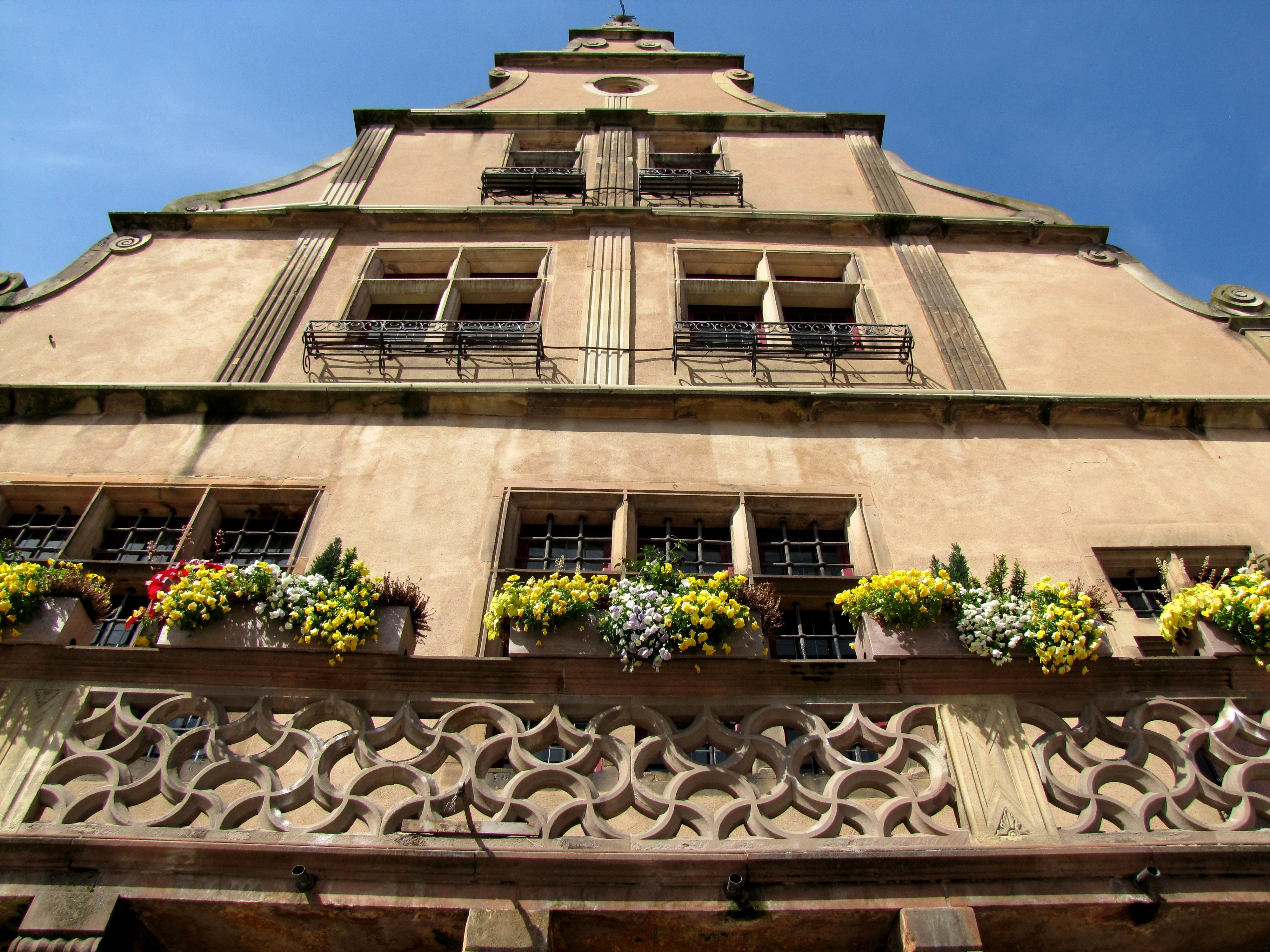
Gable Renaissance de la Metzig.
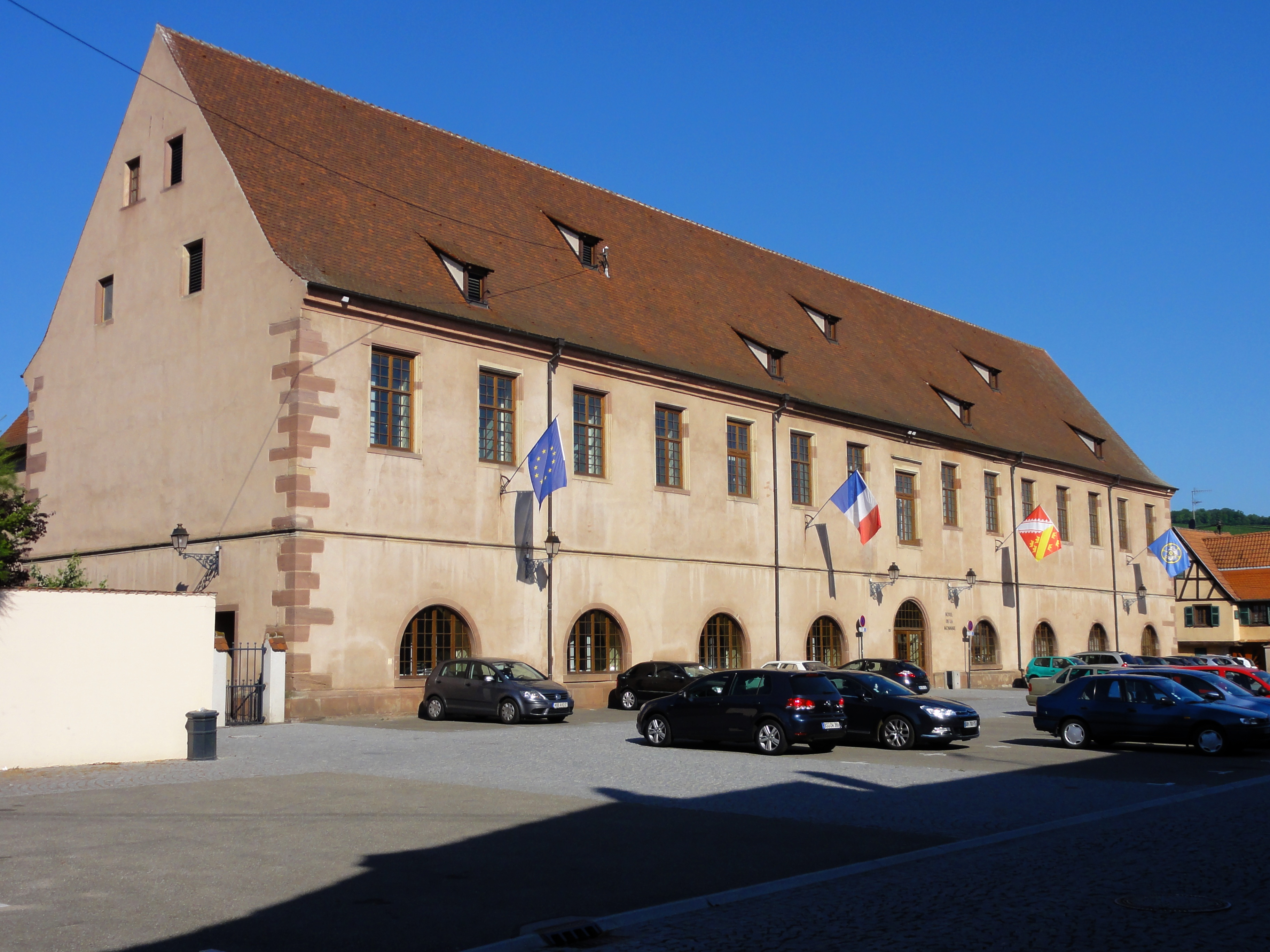
Hôtel de la Monnaie (XVIIe siècle).
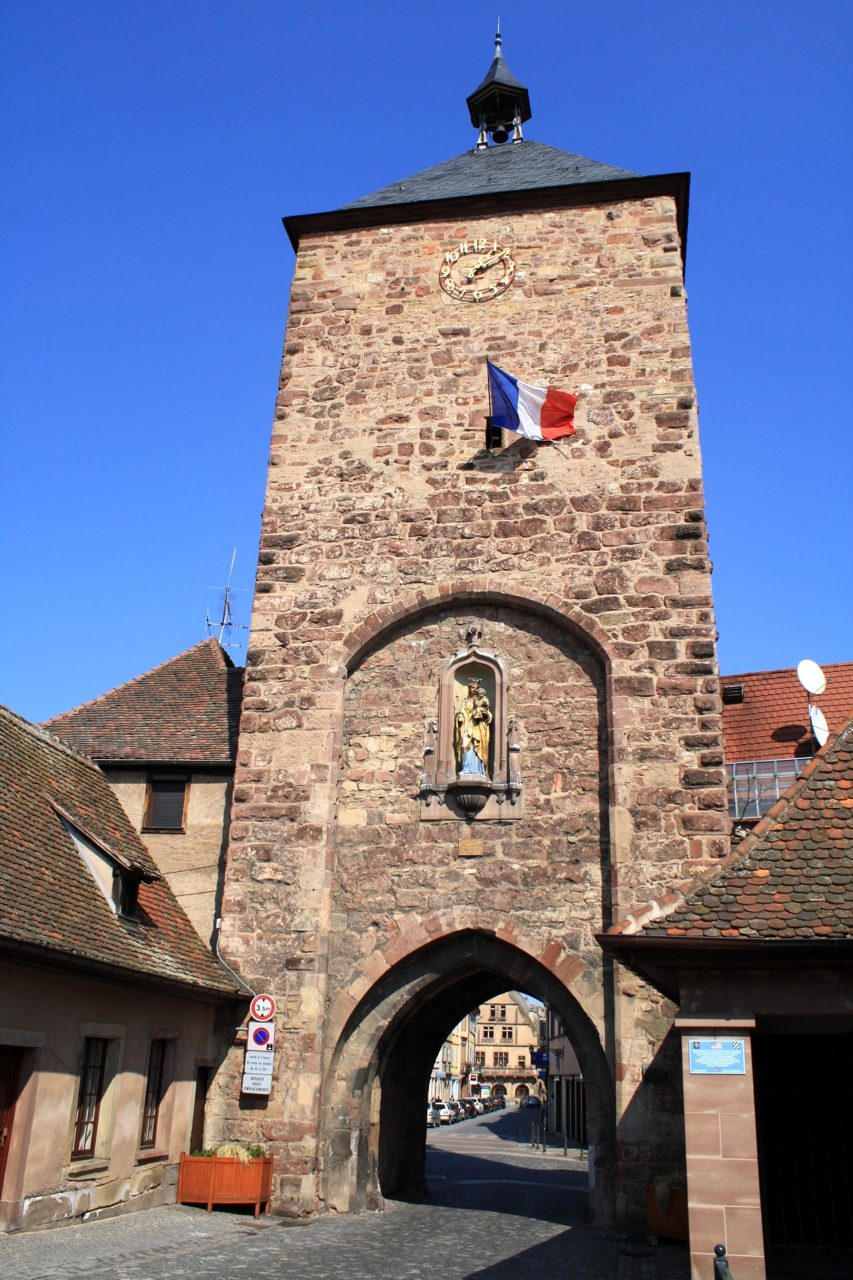
Porte des Forgerons (XIIIe siècle-XIVe siècle).
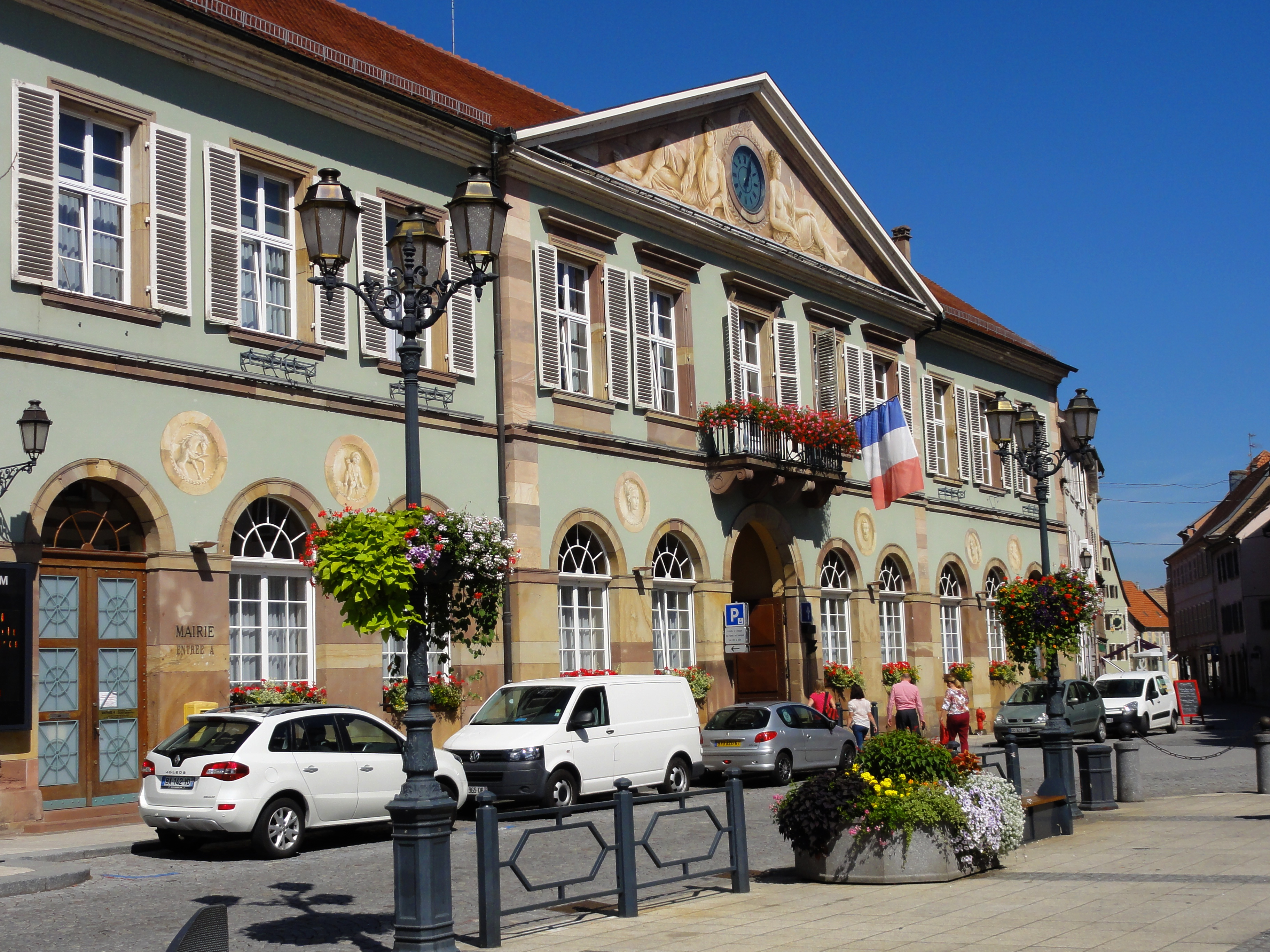
Hôtel de ville (1832).
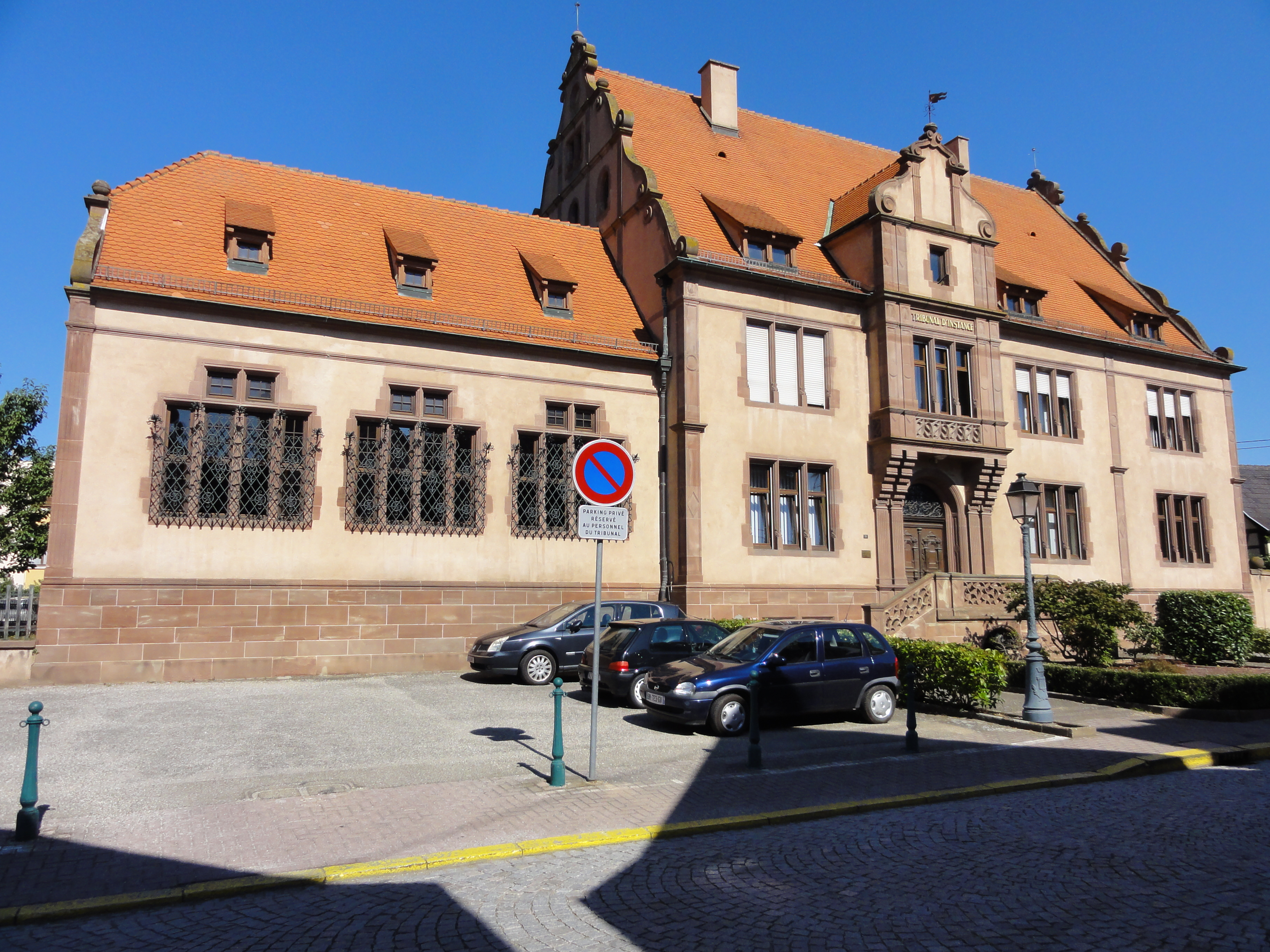
Tribunal d'instance (1908).

- Ancien siège de la corporation des boulangers[65]: Maison bourgeoise au pan de bois richement sculpté, construite en 1607 (date sur l'oriel, au 1er étage). Elle a abrité aux XVIIe et XVIIIe siècles la corporation des boulangers mais il n'est pas certain qu'elle ait été construite pour leur servir de siège. (Dernières Nouvelles d'Alsace), 14 rue de Saverne.
- Ancienne résidence des chanoines-comtes[66] du chapitre du grand chœur de la cathédrale de Strasbourg, 16 et 20 rue Jenner, construite en 1628.
- Hôtel de ville[67], 17 place de l'Hôtel-de-Ville, reconstruit en 1832 par l'architecte de la ville, Samain.
- Tribunal d'instance[68], construit en 1908, par l'architecte Maximilian Metzenthin.

- Ancienne église Saint-Georges de Molsheim.

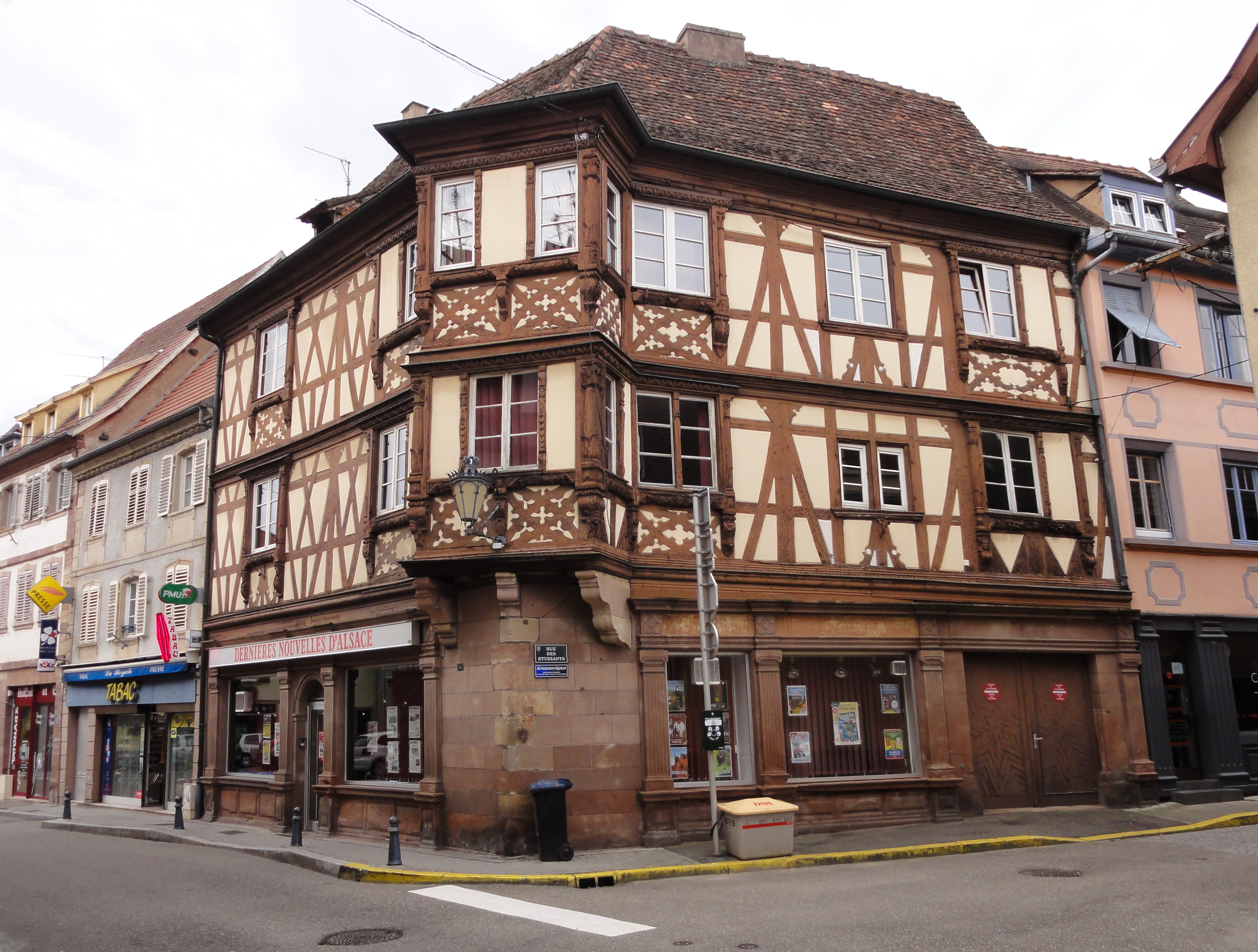
Ancien siège de la corporation des boulangers (1607).
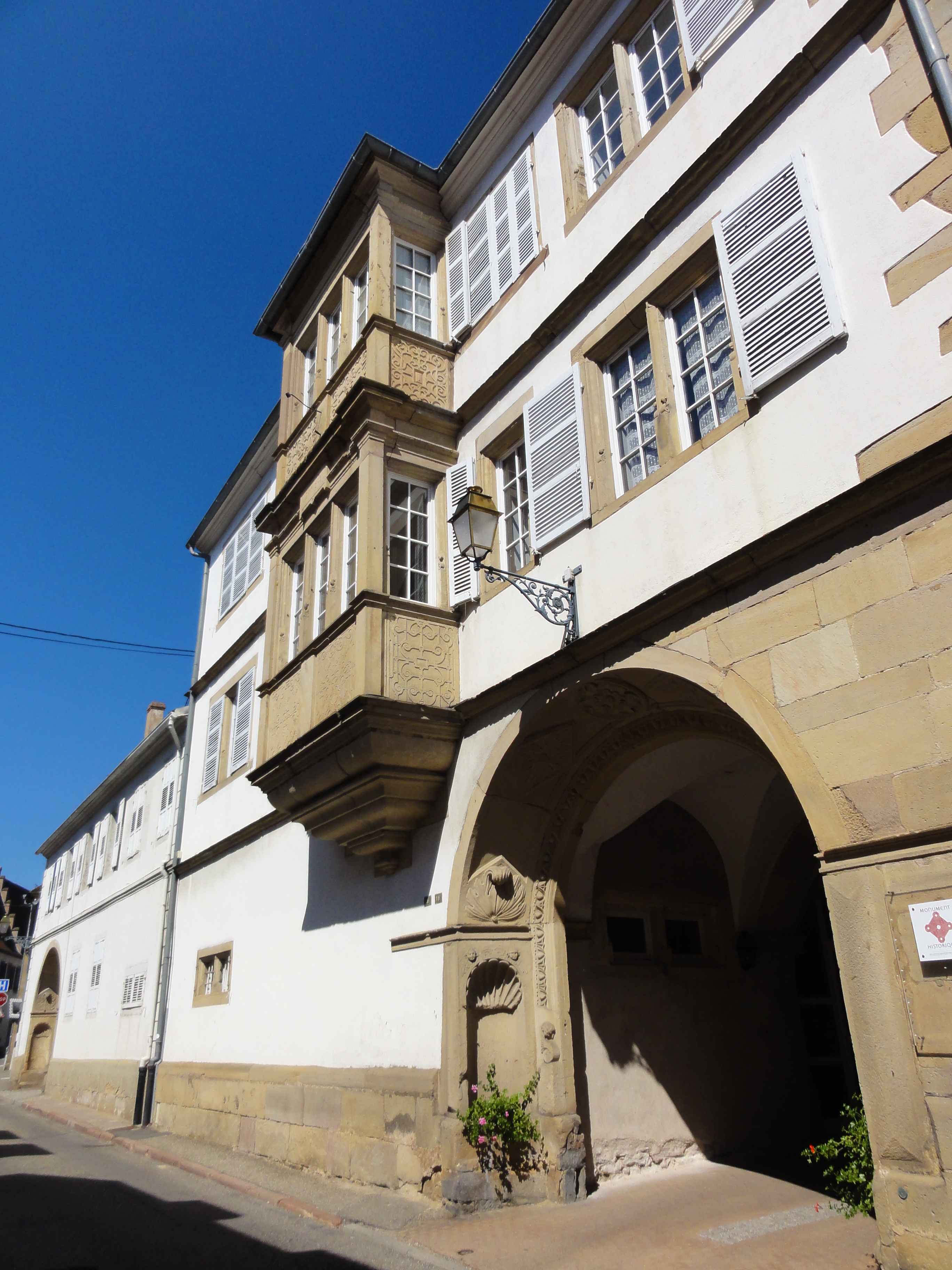
Maison de chanoine (1628), 16 rue Jenner.
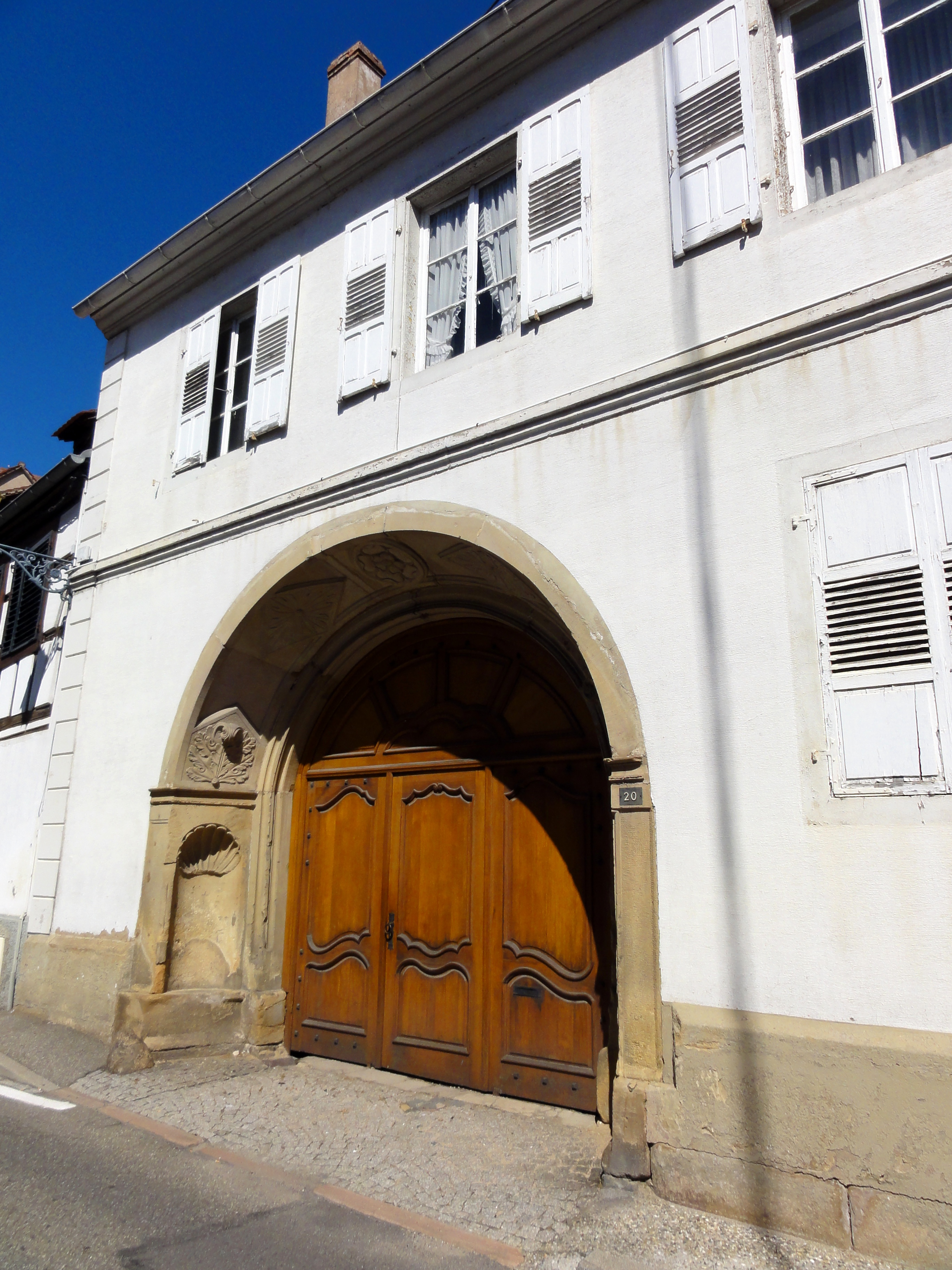
Maison de chanoine (XVIIe siècle), 20 rue Jenner.
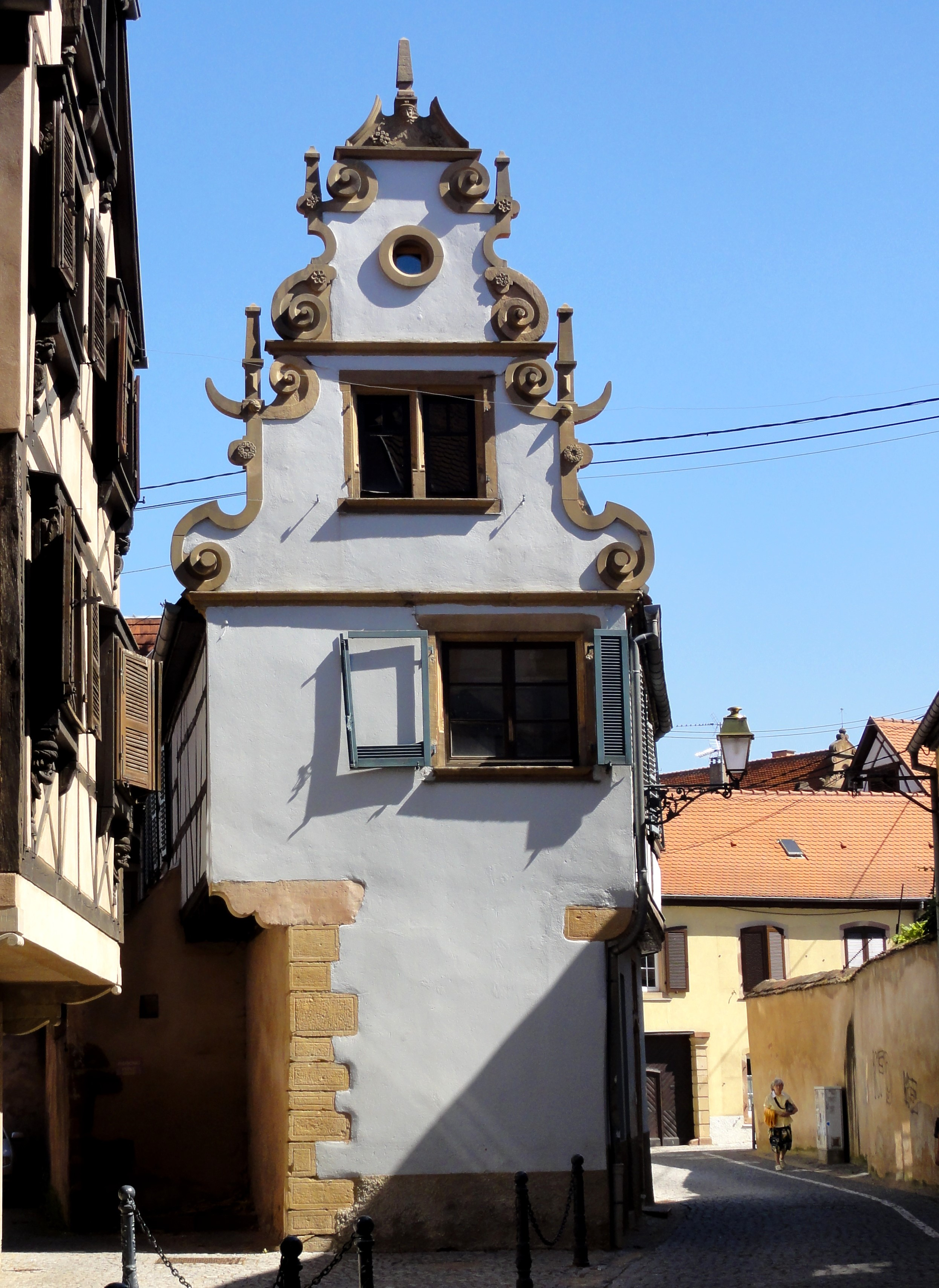
Maison avec pignon à volutes Renaissance (XVIIe siècle), 1a-1b rue de l'Église.